# اقتصاد روسيا
اقتصاد روسيا هو اقتصاد ذو دخل متوسط مرتفع مختلط انتقالي، يتميز بزيادة ملكية الدولة في المجالات الإستراتيجية للاقتصاد. خصخصت إصلاحات السوق في التسعينيات جزءًا كبيرًا من الصناعة والزراعة الروسية، مع استثناءات ملحوظة لهذه الخصخصة، حيث لم تشمل قطاعي الطاقة والدفاع.
تعد الجغرافيا الشاسعة في روسيا عاملاً محددًا مهمًا لنشاطها الاقتصادي، حيث تقدر بعض المصادر أن روسيا تحتوي على أكثر من 30 في المائة من موارد العالم الطبيعية. يقدر البنك الدولي القيمة الإجمالية للموارد الطبيعية في روسيا بـ 75 تريليون دولار أمريكي. تعتمد روسيا على عائدات الطاقة لدفع معظم نموها. تمتلك روسيا وفرة من النفط والغاز الطبيعي والمعادن النفيسة، والتي تشكل حصة كبيرة من صادرات روسيا. اعتبارًا من 2012، يمثل قطاعا النفط والغاز 16٪ من الناتج المحلي الإجمالي، 52٪ من عائدات الميزانية الفيدرالية وأكثر من 70٪ من إجمالي الصادرات. تعتبر روسيا «قوة عظمى في مجال الطاقة»، حيث لديها أكبر احتياطي غاز طبيعي مؤكد في العالم وتعتبر أكبر مصدر للغاز الطبيعي. كما أنها ثاني أكبر مصدر للنفط.
تمتلك روسيا صناعة أسلحة كبيرة ومتطورة، قادرة على تصميم وتصنيع معدات عسكرية عالية التقنية، بما في ذلك طائرة مقاتلة من الجيل الخامس، وغواصات تعمل بالطاقة النووية، والأسلحة النارية، وصواريخ باليستية قصيرة المدى/طويلة المدى. بلغت قيمة صادرات الأسلحة الروسية 15.7 مليار دولار في عام 2013 - ما يجعلها في المرتبة الثانية بعد الولايات المتحدة. تشمل أهم الصادرات العسكرية من روسيا الطائرات القتالية وأنظمة الدفاع الجوي والسفن والغواصات.
تعد التنمية الاقتصادية في البلاد متفاوتة جغرافيا، حيث تساهم منطقة موسكو بحصة كبيرة للغاية من الناتج المحلي الإجمالي للبلاد. هناك ارتفاع كبير في عدم المساواة في الثروة في روسيا منذ عام 1990 (أكثر بكثير من الصين وغيرها من بلدان أوروبا الشرقية). وصف كريدي سويس عدم المساواة في الثروة في روسيا بأنه متطرف جدا بالمقارنة مع البلدان الأخرى لدرجة أنه «يستحق أن يوضع في فئة منفصلة.» وتقدر إحدى الدراسات أن «ثروة الأغنياء الروس التي يحفظونها في الخارج تبلغ حوالي ثلاث أضعاف صافي الاحتياطيات الأجنبية الرسمية، وتماثل تقريبا إجمالي الأصول المالية للأسر الروسية المحفوظة في روسيا.»

## التاريخ الاقتصادي

### الاقتصاد السوفيتي

#### التصنيع في عهد ستالين
ابتداء من عام 1928 ، كان مسار اقتصاد الاتحاد السوفيتي يسترشد بسلسلة من الخطط الخمسية .بحلول الخمسينيات من القرن الماضي ، تطور الاتحاد السوفيتي بسرعة من مجتمع زراعي بشكل أساسي إلى قوة صناعية كبرى.  بحلول السبعينيات ، دخل الاتحاد السوفيتي عصر الركود . أدت المتطلبات المعقدة للاقتصاد الحديث والإدارة غير المرنة إلى إرباك وتقيد المخططين المركزيين. حجم القرارات التي تواجه المخططين في موسكو أصبحت ساحقة. أدت الإجراءات المرهقة للإدارة البيروقراطية إلى منع الاتصال الحر والاستجابة المرنة المطلوبة على مستوى المؤسسة للتعامل مع اغتراب العمال والابتكار والعملاء والموردين.

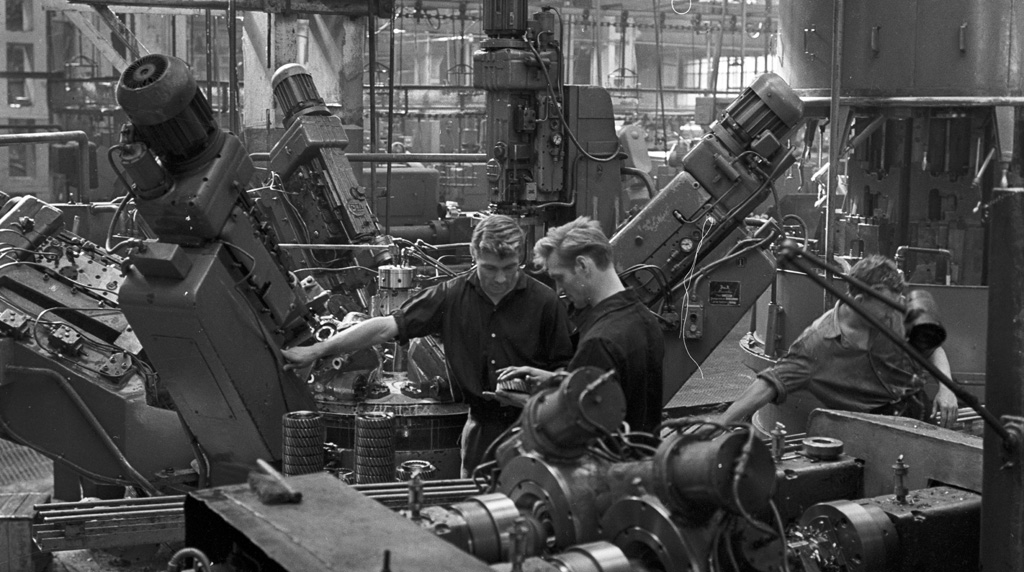
عمال مصنع موسكو Likhachev للسيارات عام 1963

من عام 1975 إلى عام 1985 ، أصبح الفساد والتلاعب في البيانات ممارسة شائعة بين البيروقراطية للإبلاغ عن أهداف وحصص مرضية ، مما أدى إلى ترسيخ الأزمة. ابتداء من عام 1986 ، حاول ميخائيل غورباتشوف معالجة المشاكل الاقتصادية من خلال التحرك نحو اقتصاد اشتراكي موجه نحو السوق .فشلت سياسات غورباتشوف في البيريسترويكا في إنعاش الاقتصاد السوفييتي. بدلاً من ذلك ، بلغت عملية التفكك السياسي والاقتصادي ذروتها في تفكك الاتحاد السوفيتي في عام 1991.

### التحول إلى اقتصاد السوق (1991-1998)
بعد انهيار الاتحاد السوفييتي، مرّت روسيا بتحول جذري، وانتقلت من اقتصاد مخطط مركزيًا إلى اقتصاد سوقي متكامل عالميًا. حوّلت عمليات الخصخصة الاعتباطية والفاسدة ملكية الشركات الكبرى من الدولة إلى «الأقلية» ذات الصلة السياسية القوية، الأمر الذي أسفر عن ترك ملكية الأسهم في حالة من التركز الشديد.
سرعان ما أصبح برنامج الإصلاح الجذري الداعم للسوق يلتسن يُعرف باسم «العلاج بالصدمة». فقد كان يعتمد على السياسات المرتبطة بإجماع واشنطن، وتوصيات صندوق النقد الدولي ومجموعة من كبار الاقتصاديين الأمريكيين بمن فيهم لورانس سامرز. نتيجةً للفساد المزمن الذي طرأ على هذه العملية، كانت النتيجة كارثية، إذ انخفض الناتج المحلي الإجمالي الحقيقي بأكثر من 40% في عام 1999، وأدى إلى الانتشار السريع للتضخم المفرط الذي قضى على المدخرات الشخصية، والجريمة والفقر المدقع. ترافق هذا بانخفاض في مستوى المعيشة، بما في ذلك الارتفاع المفاجئ في التفاوت الاقتصادي والفقر، إلى جانب الزيادة المفرطة في معدل الوفيات والانخفاض في متوسط العمر المتوقع.
تم خصخصة غالبية الشركات والمؤسسات الحكومية وسط خلاف كبير وأصبحت فيما بعد مملوكة للمطلعين بشؤونها  بأقل بكثير مما كانت تساوي قيمتها. على سبيل المثال، غالبًا ما كان مدير مصنع في النظام السوفييتي يصبح مالكًا لنفس المؤسسة. حدث تلاعب مالي جسيم، تحت غطاء الحكومة أسفر بدوره عن تشكيل مجموعة محدودة من الأفراد في مراكز صنع القرار في الحكومة والقطاع التجاري لثروات طائلة. استثمر العديد منهم وعلى الفور ثرواتهم الحديثة في الخارج مشكّلين هروب رأس مال كبير خارج البلاد.
أدت الصعوبات في جمع الإيرادات الحكومية وسط الاقتصاد المنهار والاعتماد على الاقتراض القصير الأمد لتمويل العجز الحاصل في الميزانية لحدوث الأزمة المالية الروسية في عام 1998.
في تسعينيات القرن الماضي، كانت روسيا «المستدين الأكبر» من صندوق النقد الدولي مع قروض بلغ مجموعها نحو 20 مليار دولار. كان صندوق النقد الدولي موضعًا للانتقاد بسبب إقراضه الكثير من المال لروسيا في حين أنها لم تُقدم سوى القليل من الإصلاحات الموعودة للحصول على المال كما أن جزءًا كبيرًا من هذه الأموال من الممكن أن تكون قد «استُخدمت في غير غرضها المقصود وأُدرجت ضمن تدفقات رأس المال التي أُخرجت من البلاد بطريقة غير شرعية».

### الانتعاش والنمو الاقتصادي (1999-2008)
تعافت روسيا من الانهيار المالي الذي حصل في عام 1998 بسرعة مذهلة. ومن الأسباب الرئيسية التي كانت وراء ذلك تخفيض قيمة الروبل، ما زاد بدوره بشكل كبير من قدرة المنتجين المحليين المنافسة على الصعيدين الوطني والدولي.
بين عامي 2000 و 2002، كان حجم الإصلاحات الاقتصادية المشجعة للنمو كبيرًا بما في ذلك الإصلاح الضريبي الشامل، الذي فرض ضريبة دخل ثابتة بنسبة 13%؛ والجهد واسع النطاق في سبيل نزع القيود الأمر الذي حسّن الوضع بالنسبة للشركات الصغيرة والمتوسطة.
بين عامي 2000 و2008، حصل الاقتصاد الروسي على دعم كبير ناجم عن رفع أسعار السلع. ونما الناتج المحلي الإجمالي بمتوسط 7% سنويًا. ازداد الدخل المتاح أكثر من الضعف وقُدّرت الزيادة مقومةً بالدولار بثمانية أضعاف. بين عامي 2000 و2006 ارتفع حجم الائتمان الاستهلاكي 45 مرة، ما أسفر بدوره عن حدوث طفرة في الاستهلاك الخاص. كما انخفض عدد الأشخاص الذين يعيشون تحت خط الفقر من 30% في عام 2000 إلى 14% في عام 2008.

### 2009-14

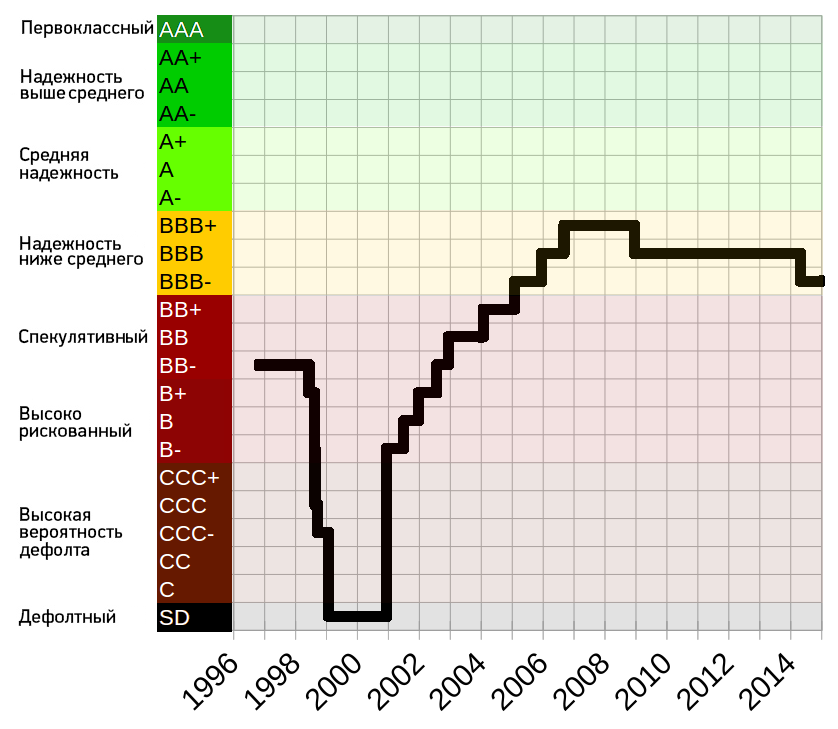
تغييرات في التصنيف الائتماني (أجنبي) لروسيا ، ستاندرد آند بورز

تعرضت البنوك الروسية لأزمة الائتمان العالمية في عام 2008 ، على الرغم من عدم حدوث أضرار طويلة الأجل بفضل الاستجابة الاستباقية وفي الوقت المناسب من قبل الحكومة والبنك المركزي ، والتي حمت النظام المصرفي من آثار الأزمة المالية العالمية .  تبع الركود الحاد ولكن القصير في روسيا انتعاش قوي بدأ في أواخر عام 2009.
بعد 16 عامًا من المفاوضات، تم قبول عضوية روسيا في منظمة التجارة العالمية في عام 2011.
في عام 2013 ، تم تصنيف روسيا على أنها دولة ذات دخل مرتفع من قبل البنك الدولي .
تحدث القادة الروس مرارًا وتكرارًا عن الحاجة إلى تنويع الاقتصاد بعيدًا عن اعتماده على النفط والغاز وتعزيز قطاع التكنولوجيا العالية. في عام 2012 ، شكلت منتجات النفط والغاز والبترول أكثر من 70٪ من إجمالي الصادرات. يبدو أن هذا النموذج الاقتصادي يظهر حدوده، بعد سنوات من الأداء القوي، توسع الاقتصاد الروسي بنسبة 1.3 ٪ فقط في عام 2013.  تم اقتراح عدة أسباب لتفسير التباطؤ، بما في ذلك الركود الطويل في الاتحاد الأوروبي، وهو أكبر شريك تجاري لروسيا، وأسعار النفط الراكدة، ونقص الطاقة الصناعية الاحتياطية، والمشاكل الديموغرافية .  الاضطرابات السياسية في أوكرانيا المجاورة إضافة إلى عدم اليقين والاستثمار المكبوت.
وفقًا لمسح قدمته فاينانشال تايمز في عام 2012 ، احتلت روسيا المرتبة الثانية من حيث الأداء الاقتصادي بين مجموعة العشرين، بعد المملكة العربية السعودية ، بناءً على سبعة مقاييس: نمو الناتج المحلي الإجمالي، وعجز الميزانية والدين الحكومي لعام 2012 ؛ الانتعاش الاقتصادي - الناتج مقارنة بذروة ما قبل الأزمة ؛ التغيير في الديون منذ عام 2009 ؛ تغيير في البطالة من 2009 إلى 2013 ؛ وأخيرا، انحراف الحساب الجاري عن الرصيد. تسرد مجلة فوربس روسيا في المرتبة 91 في أفضل البلدان للأعمال. حققت البلاد تحسنًا كبيرًا مؤخرًا في مجالات مثل الإبتكار وحرية التجارة. (تصنف Forbes كل دولة في عدد من الفئات وتستمد من مصادر متعددة مثل المنتدى الاقتصادي العالمي، البنك الدولي ، و كالة الاستخبارات المركزية ).  منذ عام 2008 ، أطلقت مجلة فوربس على موسكو مرارًا اسم «عاصمة الملياردير في العالم».

### 2014 إلى الوقت الحاضر
بعد ضم شبه جزيرة القرم في مارس 2014 وتدخل روسيا في الصراع الدائر في أوكرانيا ، فرضت الولايات المتحدة والاتحاد الأوروبي (وبعض الدول الأوروبية الأخرى) ، كندا واليابان عقوبات على قطاعات المال والطاقة والدفاع في روسيا.  أدى ذلك إلى تراجع قيمة الروبل الروسي وأثار مخاوف من حدوث أزمة مالية روسية. ردت روسيا بفرض عقوبات على عدد من الدول، بما في ذلك فترة عام واحد من الحظر التام على واردات الغذاء من الاتحاد الأوروبي والولايات المتحدة. اعتبارًا من عام 2018 ، تشير التقديرات إلى أن العقوبات الغربية ربما تكون قد قلصت الاقتصاد الروسي بنسبة تصل إلى 6٪.
وفقًا لوزارة الاقتصاد الروسية في يوليو 2014 ، بلغ نمو الناتج المحلي الإجمالي في النصف الأول من عام 2014 1٪. توقعت الوزارة نموًا بنسبة 0.5٪ لعام 2014.  نما الاقتصاد الروسي بنسبة 0.6٪ في 2014 أفضل من المتوقع.  اعتبارًا من الربع الثاني من عام 2015 ، كان التضخم، مقارنة بالربع الثاني من عام 2014 ، 8٪ ؛ تقلص الاقتصاد بنسبة 4.6٪ مع دخول الاقتصاد في حالة ركود. لتحقيق التوازن في ميزانية الدولة في عام 2015 ، يجب أن يكون سعر النفط حوالي 74 دولارًا أمريكيًا مقابل104 دولارًا أمريكيًا لعام 2014.  اعتادت روسيا امتلاك حوالي 500 مليار دولار أمريكي من احتياطيات النقد الأجنبي، لكنها تمتلك 360 دولارًا أمريكيًا.مليار دولار في صيف 2015 وتخطط لمواصلة تراكم احتياطيات النقد الأجنبي لسنوات قادمة، حتى تصل مرة أخرى إلى 500 مليار دولار.
وفقًا لهيرمان جريف من سبير بنك، فإن انكماش الاقتصاد الروسي «ليس أزمة بل واقعًا جديدًا» يتعين عليه التكيف معه، ويرجع ذلك أساسًا إلى انخفاض أسعار النفط. كما قدم عددًا من المقاييس التي توضح التغيير - فقد انخفض الناتج المحلي الإجمالي بنسبة 3.7٪، والدخل - بنسبة 4.3٪، والرواتب - بنسبة 9.3٪، وبلغ التضخم 12.9٪. ومع ذلك، خلال ديسمبر 2015 ، ذكرت صحيفة موسكو تايمز أن عدد الأشخاص الذين يعيشون عند خط الفقر أو تحته، «أولئك الذين يقل دخلهم الشهري عن 9662 روبل (140 دولارًا)» زاد بأكثر من 2.3 مليون شخص.  تم تصنيف روسيا كواحدة من أكثر اقتصادات العالم تفاوتًا.
خلال 2014-2015 ، غادر ربع البنوك في روسيا السوق، وبلغت نفقات صندوق الضمان المصرفي الروسي 1 تريليون روبل بالإضافة إلى الأموال الحكومية الإضافية لإعادة رسملة البنوك إلى 1.9 تريليون روبل.
في نهاية عام 2016 ، فرضت الولايات المتحدة مزيدًا من العقوبات على الإتحاد الروسي ردًا على ما قالت الحكومة الأمريكية إنه تدخل روسي في انتخابات الولايات المتحدة لعام 2016 .
في عام 2016 ، كان الاقتصاد الروسي سادس أكبر اقتصاد في العالم من خلال تعادل القوة الشرائية والثاني عشر في أسعار الصرف في السوق.  بين عامي 2000 و 2012 غذت صادرات الطاقة الروسية نموًا سريعًا في مستويات المعيشة، مع ارتفاع الدخل الحقيقي المتاح بنسبة 160٪. في الدولار -denominated حيث بلغت هذه الزيادة إلى أكثر من سبع مرات في الدخل المتاح منذ عام 2000. وفي نفس الفترة، والبطالة والفقر إلى أكثر من النصف، والتقييم الذاتي الروس الرضا عن الحياة كما ارتفع بشكل ملحوظ.  كان هذا النمو نتيجة مشتركة لازدهار السلع في العقد الأول من القرن الحادي والعشرين، ارتفاع أسعار النفط، فضلا عن السياسات الاقتصادية والمالية الحكيمة. ومع ذلك، تم توزيع هذه المكاسب بشكل غير متساو، حيث تم العثور على أغنى 110 فردًا في تقرير صادر عن Credit Suisse على أنهم يمتلكون 35 ٪ من جميع الأصول المالية التي تمتلكها الأسر الروسية .  تمتلك روسيا أيضًا ثاني أكبر حجم من التدفقات المالية غير المشروعة إلى الخارج، حيث خسرت أكثر من 880 مليار دولار بين عامي 2002 و 2011 بهذه الطريقة. منذ عام 2008 ، عينت فوربس موسكو مرارًا وتكرارًا «عاصمة الملياردير في العالم».
الاقتصاد الروسي يهدد الذهاب إلى الركود في وقت مبكر من عام 2014، ويرجع ذلك أساسا إلى انخفاض أسعار النفط، عقوبات، واللاحقة هروب رأس المال .  بينما في نمو الناتج المحلي الإجمالي 2014 ظلت إيجابية عند 0.6٪، في عام 2015 كان من المتوقع أن تتقلص بدرجة أكبر في عام 2016. وتقلص الاقتصاد الروسي بنسبة 3.7٪ وومع ذلك، فإن البنك الدولي و صندوق النقد الدوليتشير التقديرات إلى أن الاقتصاد الروسي سيبدأ الانتعاش بحلول عام 2017.  بحلول عام 2016 ، انتعش الاقتصاد الروسي بمعدل نمو 0.3٪ في الناتج المحلي الإجمالي وخرج رسميًا من الركود. استمر النمو في عام 2017 ، بزيادة قدرها 1.5٪.
في يناير 2016 ، صنفت شركة بلومبيرج الأمريكية الاقتصاد الروسي على أنه رقم 12 الأكثر ابتكارًا في العالم، ارتفاعًا من المرتبة 14 في يناير 2015  والمركز الثامن عشر في يناير 2014.  تحتل روسيا المرتبة الخامسة عشر في العالم في معدل طلبات براءات الاختراع، يحتل المرتبة الثامنة في أعلى نسبة تركيز للشركات العامة عالية التقنية، مثل الإنترنت والفضاء، وثالث أعلى معدل تخرج للعلماء والمهندسين.  وزير المالية السابق أليكسي كودرين إن روسيا بحاجة إلى تقليل التوترات الجيوسياسية لتحسين ظروفها الاقتصادية.
في مايو 2016 ، انخفض متوسط الأجور الشهرية الاسمية إلى أقل من 450 دولارًا في الشهر،  وتُدفع الضريبة على دخل الأفراد بمعدل 13٪ على معظم الدخول.  ما يقرب من 19.2 مليون روسي عاشوا تحت خط الفقر الوطني في عام 2016 ،  ارتفاعًا كبيرًا من 16.1 مليون في عام 2015.
أظهر استطلاع للرأي أجري في عام 2018 وشمل 1400 مديراً لشركات روسية غير نفطية مستوى عاليًا من التشاؤم، حيث وصفت الأغلبية الوضع الإقتصادي في البلاد بأنه «كارثي». 73٪ من المبحوثين في الشركات الكبيرة و 77٪ في المؤسسات المتوسطة والصغيرة يتعاملون مع «أزمة» فيما وصفها 4٪ فقط بـ «جيدة». عانى 50٪ من ارتفاع معدلات الضرائب الحقيقية، وتأثر 60٪ بزيادة تعرفة المرافق العامة.
في عام 2019 ، قدرت وزارة الموارد الطبيعية والبيئة الروسية قيمة الموارد الطبيعية بـ 844 مليار دولار أو 60٪ من الناتج المحلي الإجمالي للبلاد.
17 فبراير 2025 - بالرغم من العقوبات المفروضة على روسيا بسبب الحرب على أوكرانيا، سجل الاقتصاد الروسي نمواً بنسبة 4.1% خلال العام الماضي. كما شهدت الأجور زيادة بنسبة 8.4%، وحقق الإنتاج الصناعي نمواً بنسبة 4.6%، وفقاً لتصريحات الوزير الذي اعتبر هذه النتائج "لا بأس بها".

ناتج محلي إجمالي للفرد في عام 2014
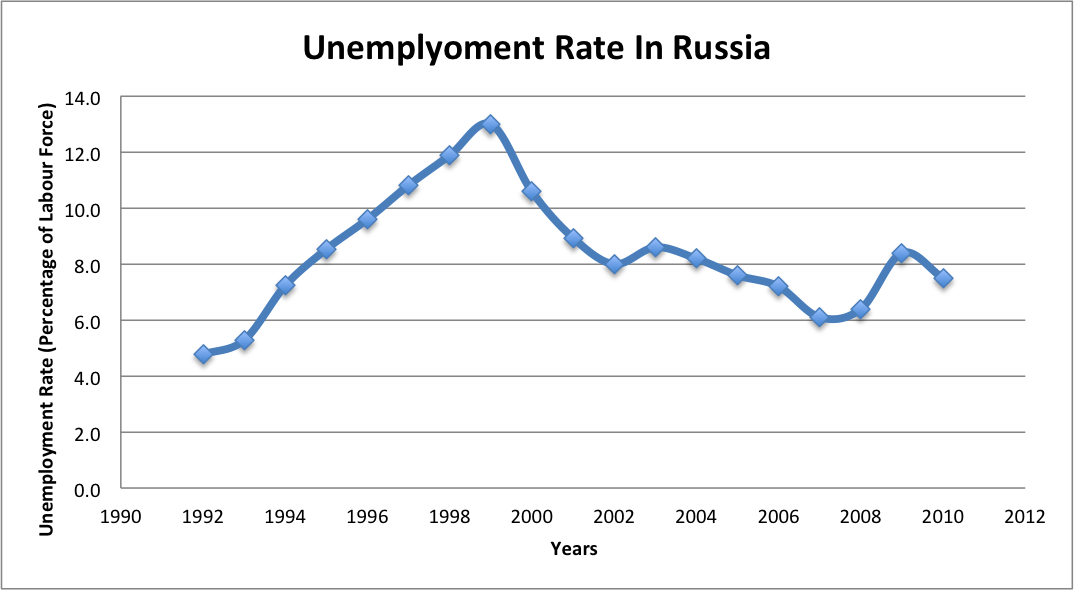
معدل البطالة في روسيا منذ سقوط الاتحاد السوفيتي
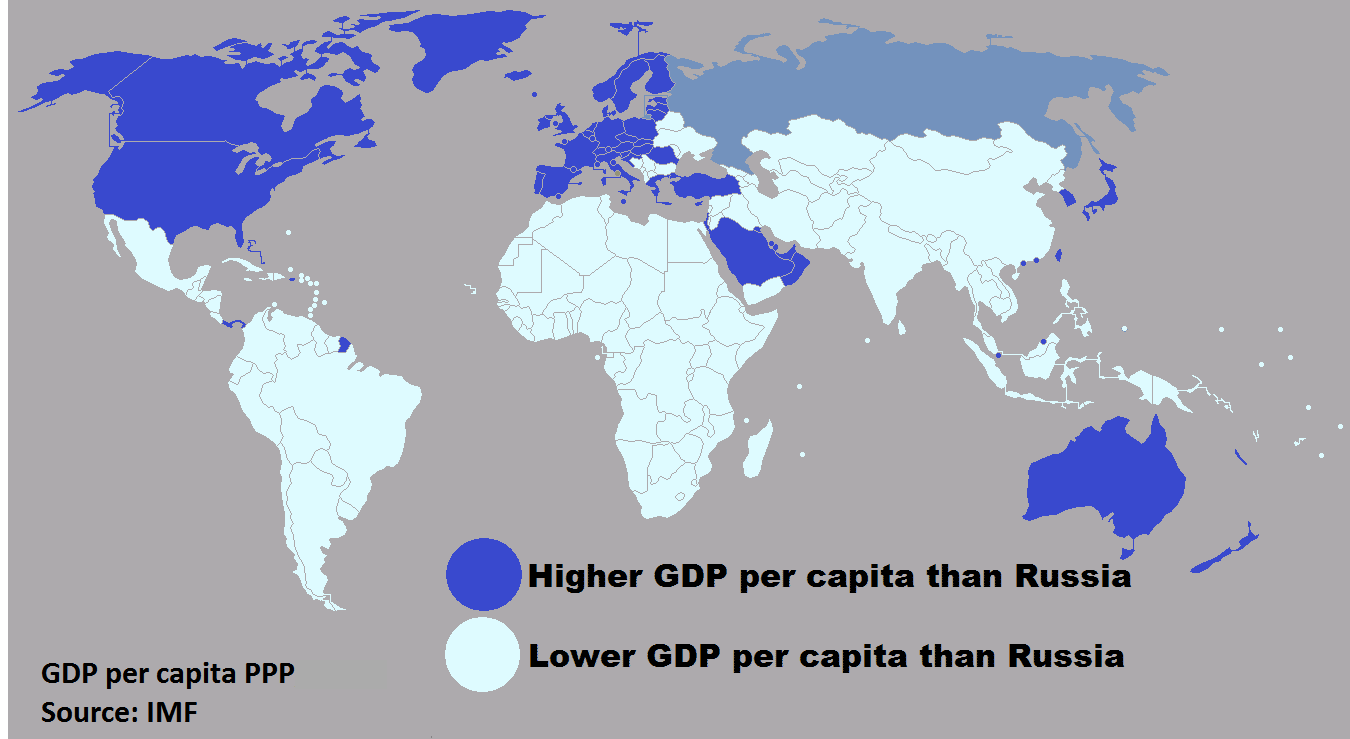
خريطة توضح البلدان التي لديها نصيب الفرد من الناتج المحلي الإجمالي أعلى أو أقل من روسيا

## البيانات
يبين الجدول التالي أهم المؤشرات الإقتصادية في الفترة 1992-2018. التضخم الإقتصادي أقل من 5٪ باللون الأخضر.
| عام  | الناتج المحلي الإجمالي (بمليار دولار أمريكي تعادل القوة الشرائية) | نصيب الفرد من الناتج المحلي الإجمالي (بالدولار الأمريكي تعادل القوة الشرائية) | نمو الناتج المحلي الإجمالي (حقيقي) | معدل التضخم (بالنسبة المئوية) | البطالة (بالنسبة المئوية) | الدين الحكومي (٪ من الناتج المحلي الإجمالي) |
| ---- | ----------------------------------------------------------------- | ----------------------------------------------------------------------------- | ---------------------------------- | ----------------------------- | ------------------------- | ------------------------------------------- |
| 1993 | ▼1,591.9                                                          | ▼10,724                                                                       | ▼−8.7 %                            | 874.6 %                       | 5.9 %                     | n/a                                         |
| 1994 | ▼1,419.3                                                          | ▼9,563                                                                        | ▼−12.7 %                           | 307.6 %                       | 8.1 %                     | n/a                                         |
| 1995 | ▼1,389.5                                                          | ▼9,370                                                                        | ▼−4.1 %                            | 197.5 %                       | 9.4 %                     | n/a                                         |
| 1996 | ▼1,363.8                                                          | ▼9,210                                                                        | ▼−3.6 %                            | 47.7 %                        | 9.7 %                     | n/a                                         |
| 1997 | ▲1,406.3                                                          | ▲9,517                                                                        | ▲1.4 %                             | 14.8 %                        | 11.8 %                    | n/a                                         |
| 1998 | ▼1,345.6                                                          | ▼9,130                                                                        | ▼−5.3 %                            | 27.7 %                        | 13.3 %                    | n/a                                         |
| 1999 | ▲1,452.9                                                          | ▲9,889                                                                        | ▲6.4 %                             | 85.7 %                        | 13.0 %                    | 92.1 %                                      |
| 2000 | ▲1,635.3                                                          | ▲11,170                                                                       | ▲10.0 %                            | 20.8 %                        | 10.6 %                    | 55.7 %                                      |
| 2001 | ▲1,757.7                                                          | ▲12,054                                                                       | ▲5.1 %                             | 21.5 %                        | 9.0 %                     | 44.3 %                                      |
| 2002 | ▲1,869.3                                                          | ▲12,875                                                                       | ▲4.7 %                             | 15.8 %                        | 8.0 %                     | 37.5 %                                      |
| 2003 | ▲2,046.7                                                          | ▲14,156                                                                       | ▲7.3 %                             | 13.7 %                        | 8.2 %                     | 28.3 %                                      |
| 2004 | ▲2,253.9                                                          | ▲15,647                                                                       | ▲7.2 %                             | 10.9 %                        | 7.7 %                     | 20.8 %                                      |
| 2005 | ▲2,474.8                                                          | ▲17,232                                                                       | ▲6.4 %                             | 12.7 %                        | 7.2 %                     | 14.8 %                                      |
| 2006 | ▲2,758.8                                                          | ▲19,249                                                                       | ▲8.2 %                             | 9.7 %                         | 7.1 %                     | 14.8 %                                      |
| 2007 | ▲3,073.9                                                          | ▲21,473                                                                       | ▲8.5 %                             | 9.0 %                         | 6.0 %                     | 8.0 %                                       |
| 2008 | ▲3,298.7                                                          | ▲23,054                                                                       | ▲5.2 %                             | 14.1 %                        | 6.2 %                     | 7.4 %                                       |
| 2009 | ▼3,063.8                                                          | ▼21,411                                                                       | ▼−7.8 %                            | 11.7 %                        | 8.2 %                     | 9.9 %                                       |
| 2010 | ▲3,240.9                                                          | ▲22,639                                                                       | ▲4.5 %                             | 6.9 %                         | 7.4 %                     | 10.9 %                                      |
| 2011 | ▲3,475.4                                                          | ▲24,259                                                                       | ▲5.0 %                             | 8.4 %                         | 6.5 %                     | 11.1 %                                      |
| 2012 | ▲3,670.4                                                          | ▲25,592                                                                       | ▲3.7 %                             | 5.1 %                         | 5.5 %                     | 11.9 %                                      |
| 2013 | ▲3,798.0                                                          | ▲26,430                                                                       | ▲1.8 %                             | 6.8 %                         | 5.5 %                     | 13.1 %                                      |
| 2014 | ▲3,895.4                                                          | ▲26,626                                                                       | ▲0.7 %                             | 7.8 %                         | 5.2 %                     | 16.1 %                                      |
| 2015 | ▼3,845.1                                                          | ▼26,247                                                                       | ▼−2.3 %                            | 15.5 %                        | 5.6 %                     | 16.4 %                                      |
| 2016 | ▲3,897.7                                                          | ▲26,551                                                                       | ▲0.3 %                             | 7.0 %                         | 5.5 %                     | 16.1 %                                      |
| 2017 | ▲4,035.9                                                          | ▲27,474                                                                       | ▲1.6 %                             | ▲3.7 %                        | 5.2 %                     | 15.5 %                                      |
| 2018 | ▲4,227.4                                                          | ▲28,797                                                                       | ▲2.3 %                             | ▲2.9 %                        | 4.8 %                     | 14.6 %                                      |

## العملة والبنك المركزي
المقالات الرئيسية: روبل روسي

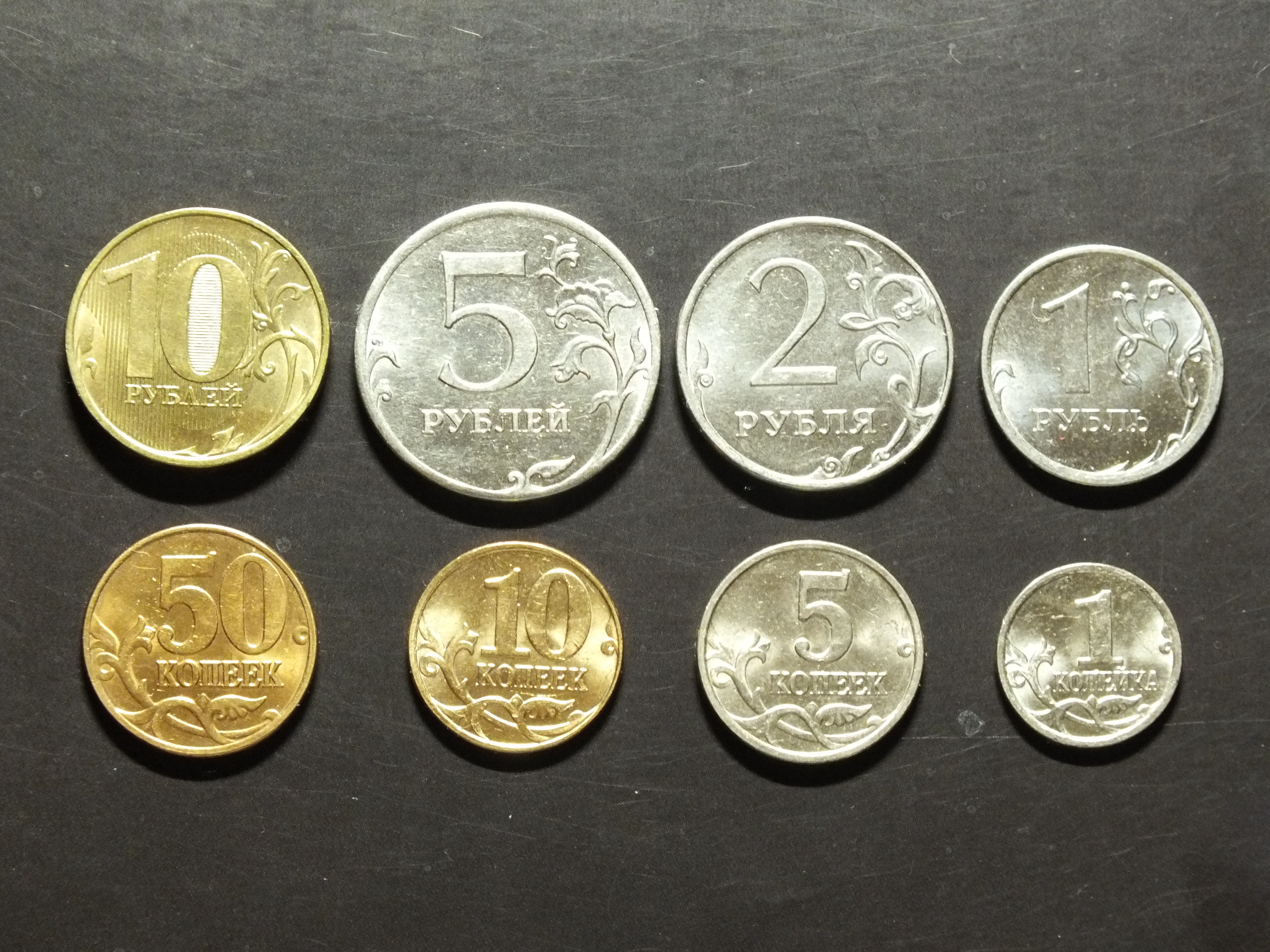
عملات معدنية من الروبل الروسي

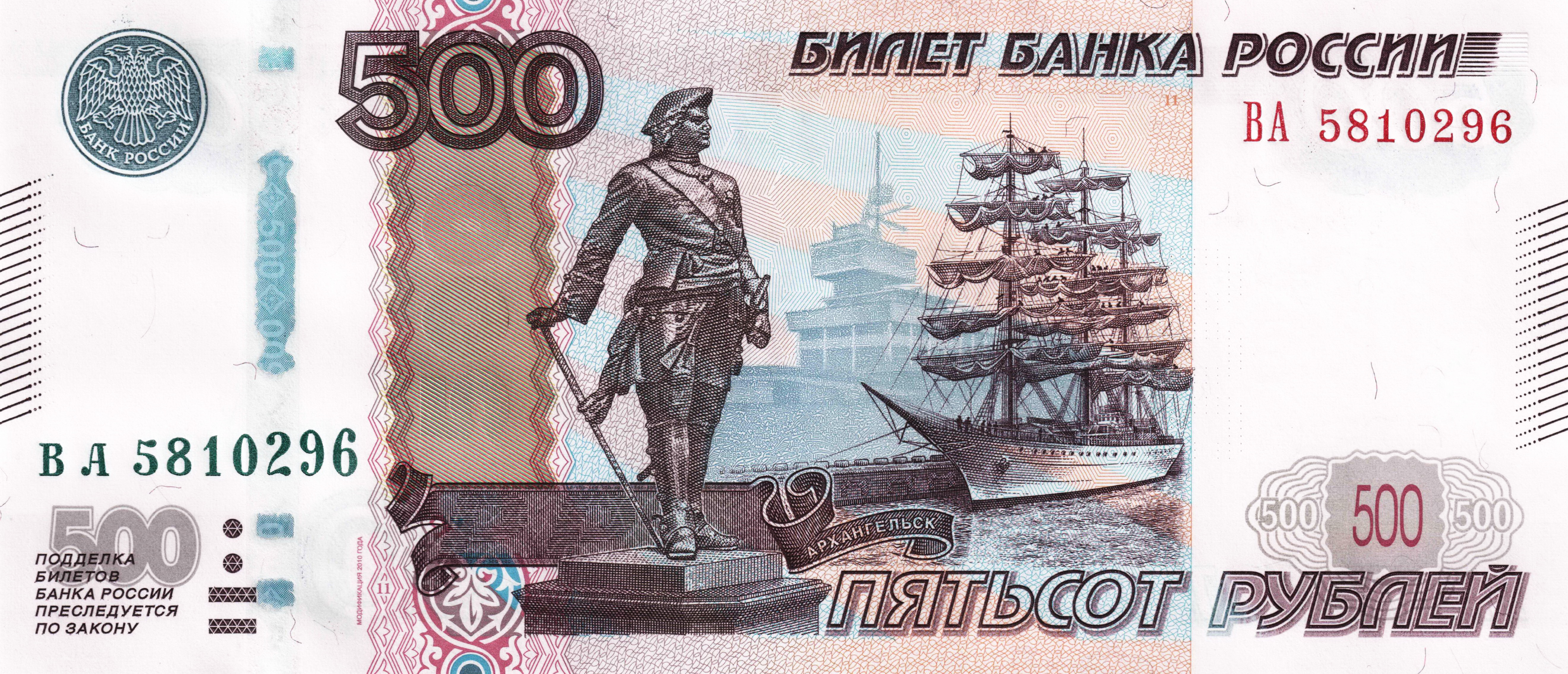
نصب تذكاري لبطرس الأكبر ، سفينة شراعية ومحطة بحرية في أرخانجيلسك على الأوراق النقدية فئة 500 روبل.

و الروبل الروسي (توقيع: ₽) هو وحدة العملة في الاتحاد الروسي. ومن المُسَّلَمِ به أيضا أنه كعملة قانونية في دول معترف بها جزئيا من أبخازيا وأوسيتيا الجنوبية وغير المعترف بها جمهورية دونيتسك الشعبية وجمهورية لوغانسك الشعبية .
يُدار النظام النقدي الروسي من قبل بنك روسيا . تأسس بنك روسيا في 13 يوليو 1990 باعتباره بنك الدولة في روسيا الاتحادية الاشتراكية السوفياتية، وتولى مسؤوليات البنك المركزي بعد تفكك الاتحاد السوفيتي في عام 1991.
وفقًا للدستور، يعتبر بنك روسيا كيانًا مستقلًا يتحمل المسؤولية الأساسية عن حماية استقرار العملة الوطنية، الروبل. بل هو أيضا كبير منظم ومقرض الملاذ الأخير لالمصرفية الصناعة في روسيا. يدير بنك روسيا مجلس إدارة يرأسه محافظ يعينه رئيس روسيا .
تسببت الفوائض الكبيرة في الحساب الجاري في حدوثارتفاع حقيقي سريع للروبل بين عامي 2000 و 2008. حاول بنك روسيا مكافحة هذا الاتجاه من خلال تكديس احتياطيات العملات الأجنبية بقوة. كان هذا سببًا رئيسيًا في ارتفاع معدلات التضخم نسبيًا خلال هذه الفترة. تطورت سياسة البنك المركزي في أعقاب الأزمة المالية العالمية . بدلا من استهداف سعر صرف ثابت مقابل سلة من الدولار واليورو، تحول البنك من روسيا تركيزها على استهداف التضخم .  في أبريل 2012 وصل التضخم الروسي إلى مستوى قياسي منخفض بلغ 3.6٪.
يخطط البنك المركزي الروسي لتحرير الروبل الروسي وتوسع نطاق تداول العملة ويتوقع أن يكون الروبل معومًا بالكامل في عام 2015. ومع ذلك، فقد انخفض الروبل بشكل كبير منذ عام 2013 عندما كان البنك المركزي أعلن عن الخطط. في 3 أكتوبر 2014 ، وصل سعر الصرف بين الدولار والروبل الروسي إلى 40.00 روبل روسي مقابل الدولار الأمريكي، مقابل 32.19 روبل في نفس الوقت من العام الماضي ؛ وهذا يمثل انخفاضًا بنسبة 24.26٪. صرح البنك المركزي الروسي أن البنوك الروسية قادرة على تحمل تخفيض يصل إلى 25٪ -30٪ في يناير 2014 عندما بدأ الروبل في الإنخفاض، وبالتالي قد تكون هناك حاجة لتدخل البنك المركزي ؛ ومع ذلك، استمرت خطط تحرير العملة اعتبارًا من يناير 2014 . أنفق البنك المركزي الروسي 88 مليار دولار من أجل وقف انخفاض الروبل في عام 2014. وبسبب تدخل البنك المركزي وارتفاع أسعار النفط، انتعش الروبل بحدة في بداية عام 2015. في أبريل 2015 ، كسينيا يودايفا، النائب الأول لبنك روسيا صرحت المحافظ أنها تعتقد أن العملة قد استقرت بالمعدل الحالي البالغ حوالي 50 روبل للدولار الأمريكي.
إلى جانب الانخفاض السريع في قيمة الروبل، زاد التضخم في روسيا بشكل كبير. في أكتوبر 2014 ، تم الإبلاغ عن معدل التضخم ليكون 8 ٪، على الرغم من أن هذا كان أقل بكثير من معدل التضخم 2333.30 ٪ الذي شهدناه في عام 1992. في نوفمبر 2017 كان التضخم عند أدنى مستوى له منذ سقوط الاتحاد السوفيتي بنسبة 2.5٪.

## سياسة عامة

### سياسة مالية
كان من المتوقع أن يكون عجز الميزانية الحكومية لروسيا 21 مليار دولار في عام 2016.  تقلص عجز الميزانية إلى 0.6٪ من الناتج المحلي الإجمالي في عام 2017 من 2.8٪ في عام 2016.

#### صندوق الثروة الوطنية
في 1 يناير 2004، وحكومة روسيا أنشأت صندوق لتحقيق الاستقرار في الاتحاد الروسي كجزء من الموازنة العامة الاتحادية لتحقيق التوازن لو سعر النفط ينخفض.في 1 فبراير 2008 تم تقسيم صندوق الاستقرار إلى قسمين. الجزء الأول عبارة عن صندوق احتياطي يساوي 10٪ من الناتج المحلي الإجمالي (10٪ من الناتج المحلي الإجمالي يساوي حوالي 200 مليار دولار الآن) ، وكان من المقرر استثماره بطريقة مماثلة لصندوق الاستقرار. الجزء الثاني هو صندوق الرخاء الوطني للاتحاد الروسي. وقدر نائب وزير المالية سيرجي ستورتشاك أن المبلغ سيصل إلى 600-700 مليار روبل بحلول الأول من فبراير 2008. ومن المقرر أن يستثمر صندوق الرخاء الوطني في أدوات أكثر خطورة، بما في ذلك أسهم الشركات الأجنبية.

### الدين العام

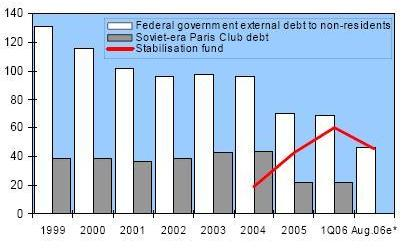
الدين العام الروسي

تتمتع روسيا بنسبة منخفضة جدًا من الديون إلى الناتج المحلي الإجمالي، وهي من بين أدنى النسب في العالم.معظم ديونها الخارجية خاصة. في عام 2016 ، كانت نسبة دينها إلى الناتج المحلي الإجمالي 12٪.
بصفتها الدولة الخلف الرئيسية للاتحاد السوفيتي، أخذت روسيا على عاتقها مسؤولية سداد الديون الخارجية للاتحاد السوفيتي .

### الحمائية
روسيا هي إحدى الدول الرائدة في السياسات الحمائية. وفقًا لتحذير التجارة العالمية المستقل، وضعت روسيا سياسات حمائية مهمة. تعد الكتلة التجارية الإستراتيجية لروسيا المكونة من روسيا وبيلاروسيا وكازاخستان مسؤولة عن جزء كبير من الحمائية العالمية خلال عام 2013. من السياسات الحمائية، كانت 43٪ منها عمليات إنقاذ مستهدفة وإعانات مباشرة للشركات المحلية، بينما كانت 15٪ إجراءات جمركية .  منذ عام 2008 ، نفذت روسيا العديد من الإجراءات الحمائية، تقريبًا بنفس النطاق كما فعلت الهند ، لكن الولايات المتحدة هي أكثر الدول حمائية .

### الفساد

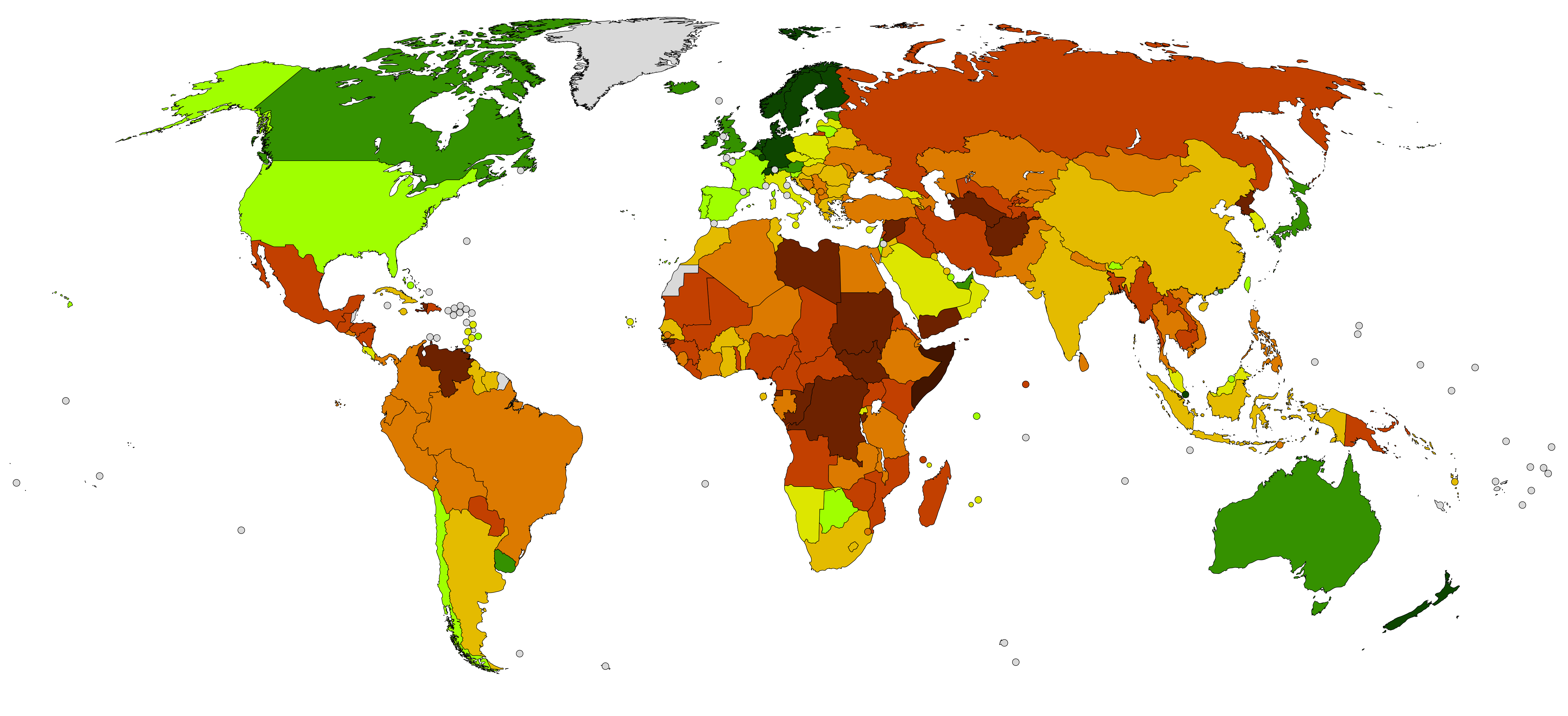
مؤشر مدركات الفساد ، منظمة الشفافية الدولية ، 2019

بدءًا من ولاية بوتين الثانية، كانت قضايا الفساد قليلة للغاية موضع غضب. يتميز نظام بوتين بالاندماج الشامل والمفتوح بين الخدمة المدنية والأعمال التجارية، فضلاً عن استخدامه للأقارب والأصدقاء والمعارف للاستفادة من نفقات الميزانية والاستيلاء على ممتلكات الدولة. الإغارة على الشركات والممتلكات والأراضي أمر شائع.
الفساد في روسيا ينظر إليها على أنها مشكلة كبيرة التي تؤثر على جميع جوانب الحياة، بما في ذلك الإدارة العامة،  إنفاذ القانون،  الرعاية الصحية والتعليم .  ترسخت ظاهرة الفساد بقوة في النموذج التاريخي للحكم العام في روسيا وتعزى إلى الضعف العام لسيادة القانون في روسيا.  وفقًا لنتائج 2018 لمؤشر مدركات الفساد الصادر عن منظمة الشفافية الدولية، في المرتبة روسيا من 138th من 180 دولة برصيد 28 من أصل 100، وربط مع غينيا، إيران، لبنان، المكسيك وبابوا غينيا الجديدة .
هناك العديد من التقديرات المختلفة للتكلفة الفعلية للفساد. وفقًا للإحصاءات الحكومية الرسمية من Rosstat ، احتل «اقتصاد الظل» 15٪ فقط من الناتج المحلي الإجمالي لروسيا في عام 2011 ، وشمل ذلك الرواتب غير المبلغ عنها (لتجنب الضرائب والمدفوعات الإجتماعية) وأنواع أخرى من التهرب الضريبي.  وفقًا لتقديرات Rosstat ، بلغ الفساد في عام 2011 ما بين 3.5 إلى 7 ٪ فقط من الناتج المحلي الإجمالي. في المقابل، يرى بعض الخبراء المستقلين أن الفساد يستهلك ما يصل إلى 25٪ من الناتج المحلي الإجمالي لروسيا.قدر تقرير البنك الدولي هذا الرقم بنسبة 48٪. هناك أيضًا تحول مثير للاهتمام في التركيز الرئيسي للرشوة: بينما كان المسؤولون في السابق يأخذون رشاوى لإغماض أعينهم عن المخالفات القانونية، فإنهم يأخذونهم الآن ببساطة لأداء واجباتهم.  يعترف العديد من الخبراء أن الفساد في روسيا قد تحول في السنوات الأخيرة إلى تجارة. في التسعينيات، كان على رجال الأعمال أن يدفعوا لمجموعات إجرامية مختلفة من أجل توفير «كريشا» (حرفياً، «سقف» ، أي الحماية). في الوقت الحاضر، يتم تنفيذ هذه الوظيفة «الوقائية» من قبل المسؤولين. تميّز التسلسلات الهرمية الفاسدة مختلف قطاعات الاقتصاد،  بما في ذلك التعليم.
في النهاية، يدفع الشعب الروسي ثمن هذا الفساد. على سبيل المثال، يعتقد بعض الخبراء أن الزيادات السريعة في الفواتير الشهرية التي تفوق بشكل كبير معدل التضخم هي نتيجة مباشرة لارتفاع حجم الفساد على أعلى المستويات.  في استطلاع أجري عام 2020 ، وافق 45٪ من المواطنين الروس على التهرب الضريبي، وهو ارتفاع حاد من 35٪ عن عام 2019 ، و 60٪ شهدوا انخفاضًا في الدخل في مايو مقارنة بشهر فبراير.

## القطاعات
في روسيا ، تعد الخدمات أكبر قطاع في الاقتصاد وتمثل 58٪ من الناتج المحلي الإجمالي. القطاعات الأكثر أهمية ضمن الخدمات هي: تجارة الجملة والتجزئة وإصلاح السيارات والدراجات النارية والسلع الشخصية والمنزلية (17٪ من إجمالي الناتج المحلي) ؛ الإدارة العامة والصحة والتعليم (12٪)؛ العقارات (9٪) والنقل والتخزين والاتصالات (7٪). تساهم الصناعة بنسبة 40٪ في إجمالي الإنتاج. التعدين (11٪ من الناتج المحلي الإجمالي) والتصنيع (13٪) والبناء (4٪) هي أهم قطاعات الصناعة.الزراعة تمثل 2٪ المتبقية.

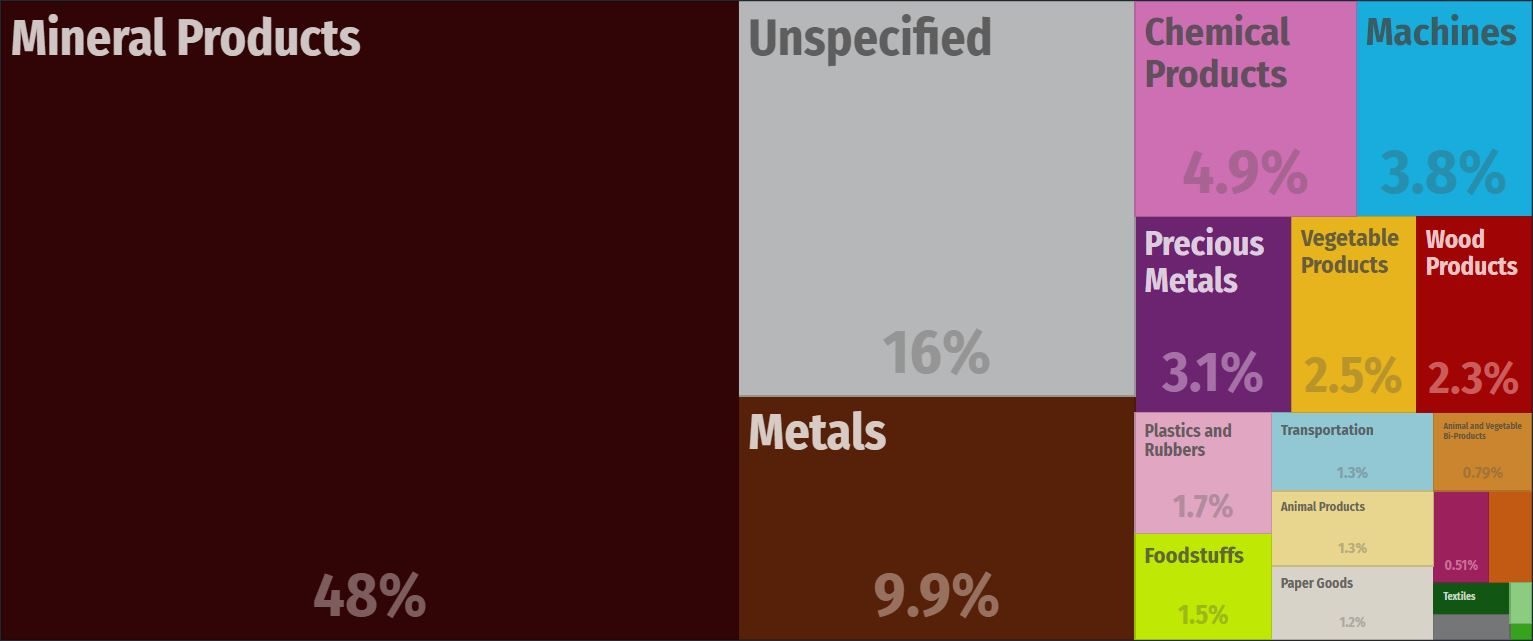
هيكل تصدير روسيا

### طاقة

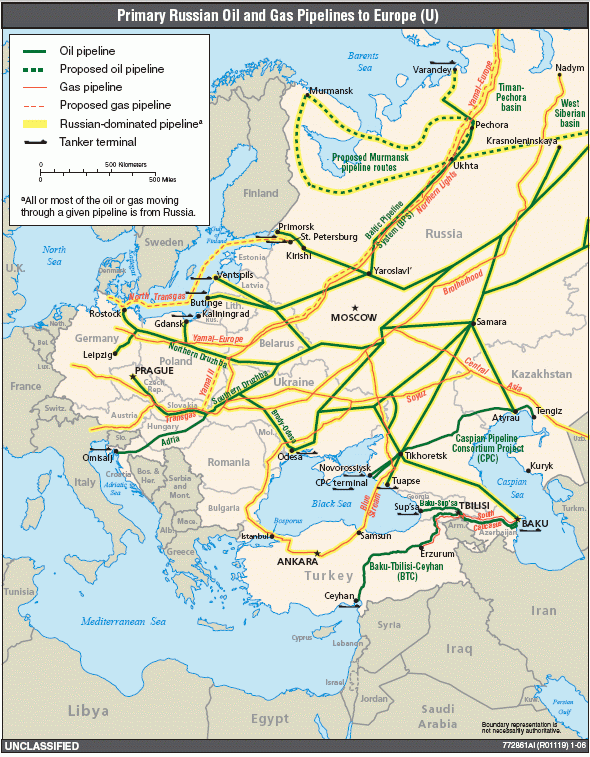
روسيا هي مفتاح النفط و الغاز المورد إلى جزء كبير من أوروبا

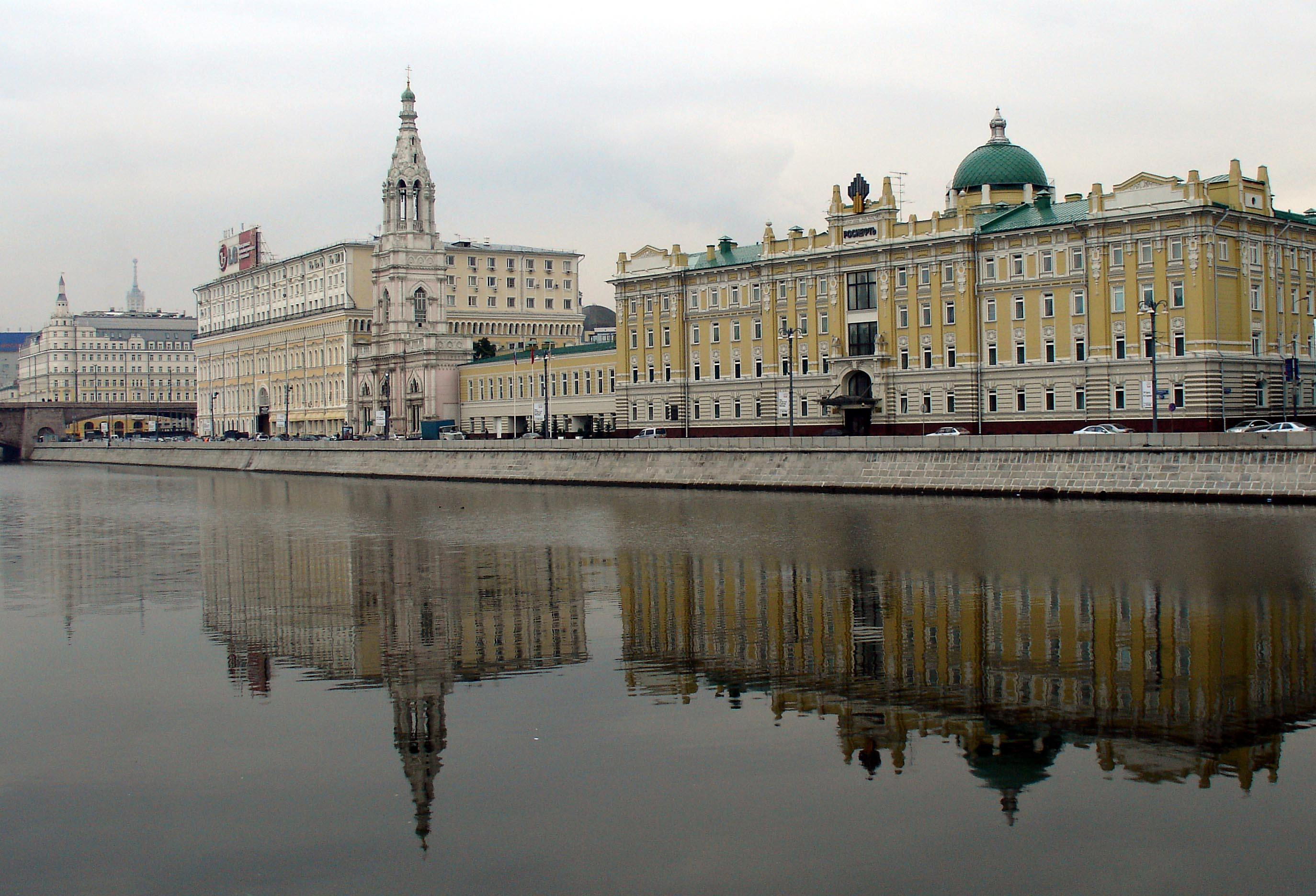
مقر روسنفت على ضفة نهر موسكفا ، موسكو

جبال الأورال واسعة الوقود الأحفوري(النفط والغاز والفحم )، واحتياطيات الأخشاب من سيبيرياو الشرق الأقصى الروسي تجعل روسيا الغنية بالموارد الطبيعية، والتي تهيمن على الصادرات الروسية. لا تزال صادرات النفط والغاز ، على وجه التحديد ، هي المصدر الرئيسي للعملة الصعبة .
تعتبر صناعة البترول في روسيا من أكبر الصناعات في العالم. تمتلك روسيا أكبر احتياطيات ، وهي أكبر مصدر للغاز الطبيعي. لديها ثاني أكبر احتياطي من الفحم ، وثامن أكبر احتياطي نفطي ، وهي أكبر مصدر ، أو ثاني أكبر مصدر للنفط في العالم بالأرقام المطلقة. وهي تغير المواقف بشكل دوري مع السعودية.  الرغم من أن إنتاج الفرد من النفط في روسيا ليس مرتفعًا. اعتبارا من عام 2007، روسيا تنتج 69,603 برميل / يوميا لكل 1,000 شخص، أقل بكثير من كندا (102.575 برميل / يوميا)، المملكة العربية السعودية (371,363 برميل / يوميا)، أو النرويج (554,244 برميل / يوميا)، ولكن أكثر من مرتين الولايات المتحدة الأمريكية (28.083 برميل / يوميا) أو المملكة المتحدة (27.807 برميل / يوميا).

### التعدين
تعد روسيا أيضًا منتجًا ومصدرًا رئيسيًا للمعادن والذهب. كما تعد روسيا أكبر دولة منتجة للماس في العالم ، حيث يقدر إنتاجها بأكثر من 33 مليون قيراط في عام 2013 ، أو 25 ٪ من الإنتاج العالمي الذي تبلغ قيمته أكثر من 3.4 مليار دولار ، حيث تمثل ALROSA المملوكة للدولة حوالي 95 ٪ من إجمالي الإنتاج الروسي.
من المتوقع أن يصبح الوصول إلى المنطقة أكثر سهولة حيث يؤدي تغير المناخ إلى ذوبان الجليد في القطب الشمالي ، والاعتقاد بأن المنطقة تحتوي على احتياطيات كبيرة من النفط والغاز الطبيعي غير المستغلين ، زرع المستكشفون الروس في 2 أغسطس 2007 في غواصات العلم الروسي في قاع البحر المتجمد الشمالي ، مطالبين بالطاقة مصادر حتى القطب الشمالي. كانت ردود الفعل على الحدث متباينة: هنأ الرئيس فلاديمير بوتين المستكشفين على «المشروع العلمي المتميز» ، بينما صرح المسؤولون الكنديون بأن الرحلة الاستكشافية كانت مجرد عرض عام.
بموجب القانون الاتحادي «بشأن تطوير الجرف القاري»بناءً على اقتراح من الوكالة الفيدرالية التي تدير صندوق الدولة للموارد المعدنية ، أو مكاتبها الإقليمية ، توافق الحكومة الروسية على قائمة بعض أقسام الموارد المعدنية التي تم تمريرها من أجل التنمية دون أي مسابقات ومزادات ، وبعض الأقسام ذات الأهمية الفيدرالية الجرف القاري الروسي ، بعض أقسام الموارد المعدنية ذات الأهمية الفيدرالية الموجودة في روسيا والممتدة على جرفها القاري ، وبعض رواسب الغاز ذات الأهمية الفيدرالية التي يتم تسليمها للتنقيب عن الموارد المعدنية وتنميتها بموجب ترخيص مشترك. كما أن الحكومة مخولة أيضًا لاتخاذ قرار بشأن تسليم الأقسام المذكورة سابقًا من الموارد المعدنية من أجل التنمية دون أي مسابقات ومزادات.

### الغابات في روسيا
كما تمتلك روسيا أكثر من خُمس مساحة الغابات في العالم ، مما يجعلها أكبر دولة غابات في العالم.  ومع ذلك ، وفقًا لدراسة عام 2012 من قبل منظمة الأغذية والزراعة للأمم المتحدة وحكومة الاتحاد الروسي ،  فإن الإمكانات الكبيرة للغابات الروسية غير مستغلة بشكل كافٍ وحصة روسيا من التجارة العالمية في منتجات الغابات هي أقل من 4٪.

### الزراعة

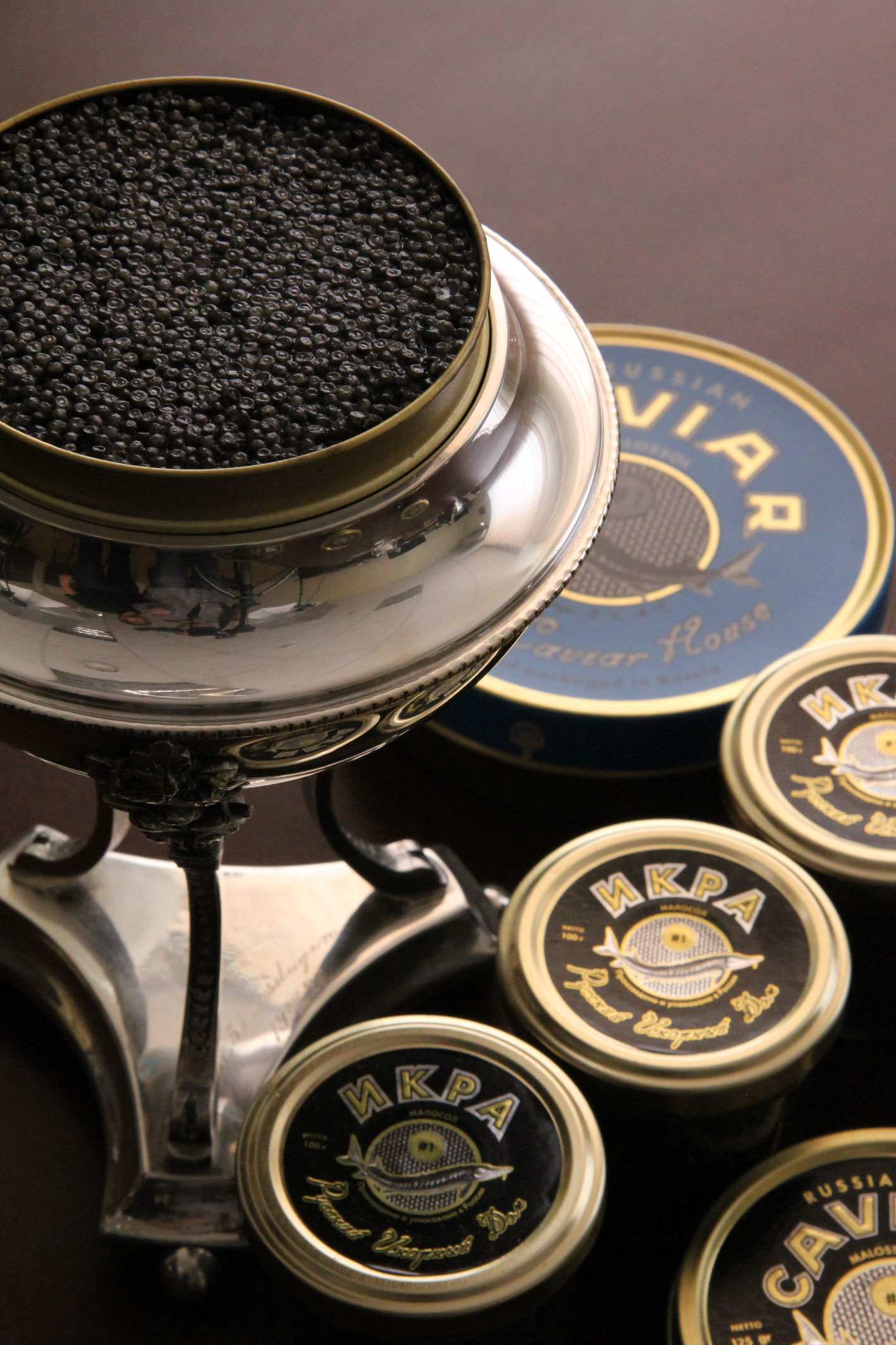
منتجات الكافيار الروسي.

تضم روسيا ما يقرب من ثلاثة أرباع أراضي الاتحاد السوفيتي السابق. بعد تفكك الاتحاد السوفيتي في عام 1991 وبعد ما يقرب من 10 سنوات من التدهور ، بدأت الزراعة الروسية في إظهار علامات التحسن بسبب التحديث التنظيمي والتكنولوجي. تركز المناطق الشمالية بشكل أساسي على الثروة الحيوانية ، وتنتج الأجزاء الجنوبية وغرب سيبيريا الحبوب.
2014 انخفاض قيمة الروبل وفرض عقوبات حفزت الإنتاج المحلي، وفي عام 2016 روسيا تجاوزت مستويات انتاج الحبوب السوفيتية، وفي ذلك العام أصبح أكبر مصدر للقمح في العالم.  في عام 2016 تجاوزت الزراعة صناعة الأسلحة كثاني أكبر قطاع تصدير في روسيا بعد النفط والغاز. اعتبارًا من عام 2020 ، تواجه روسيا مشاكل التغذية المفرطة مع أكثر من 23٪ من البالغين يعانون من السمنة المفرطة وأكثر من 57٪ من الوزن الزائد. أقل من 2.5٪ من السكان يعانون من نقص التغذية.

### صناعة

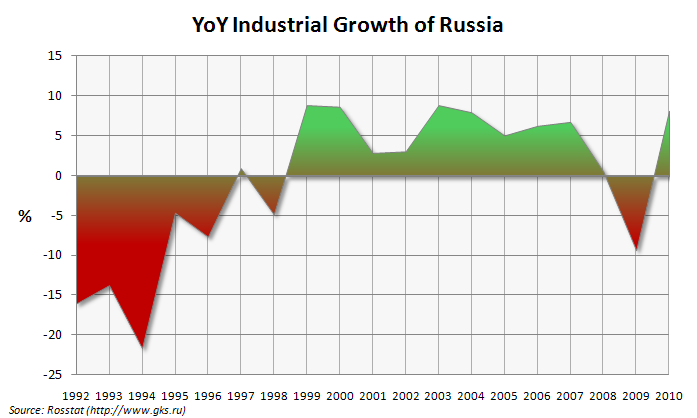
النمو الصناعي في روسيا سنويًا (٪) ، 1992-2010

### صناعة الدفاع

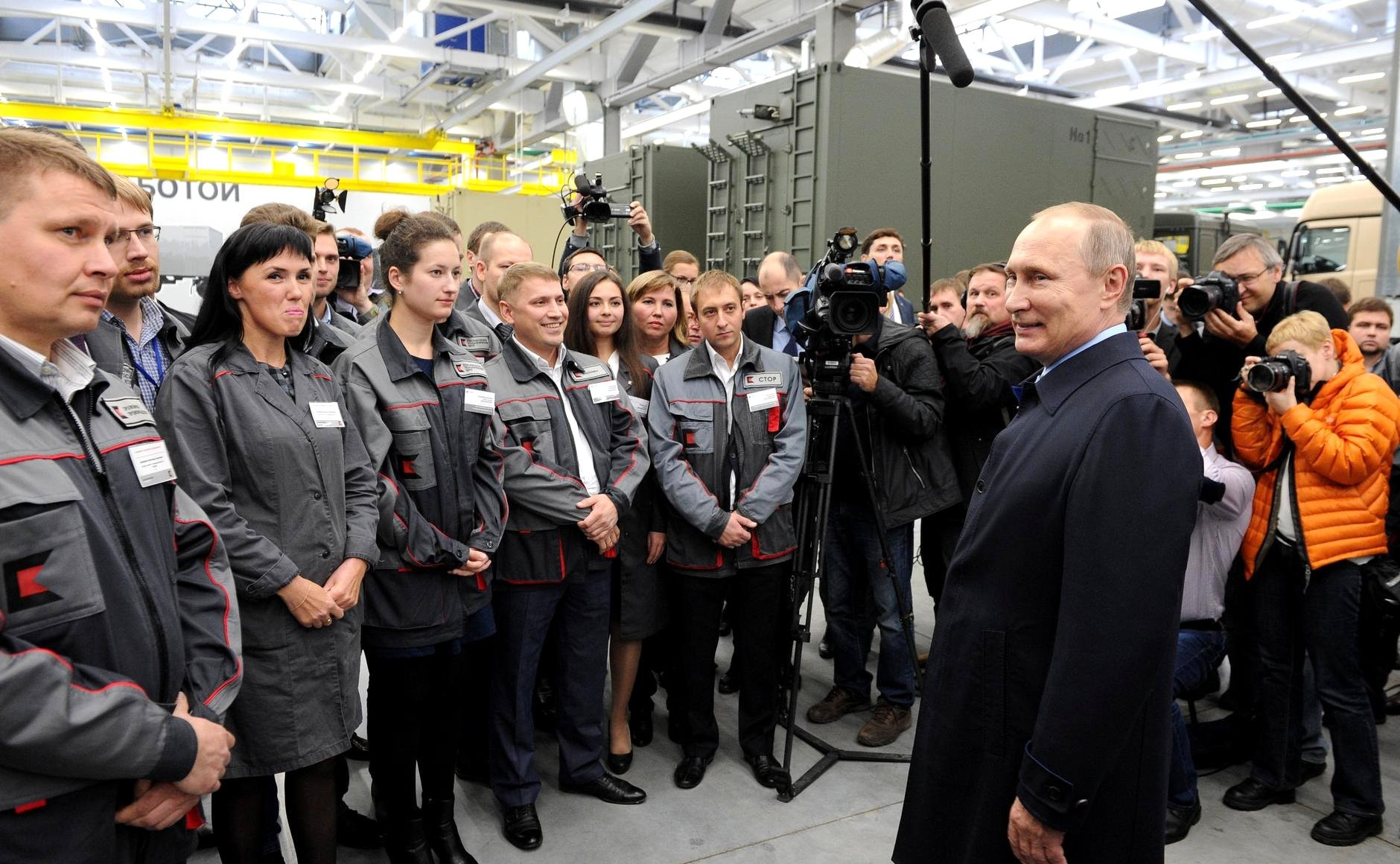
لقاء الرئيس فلاديمير بوتين مع عمال شركةكلاشينكوف (2016)

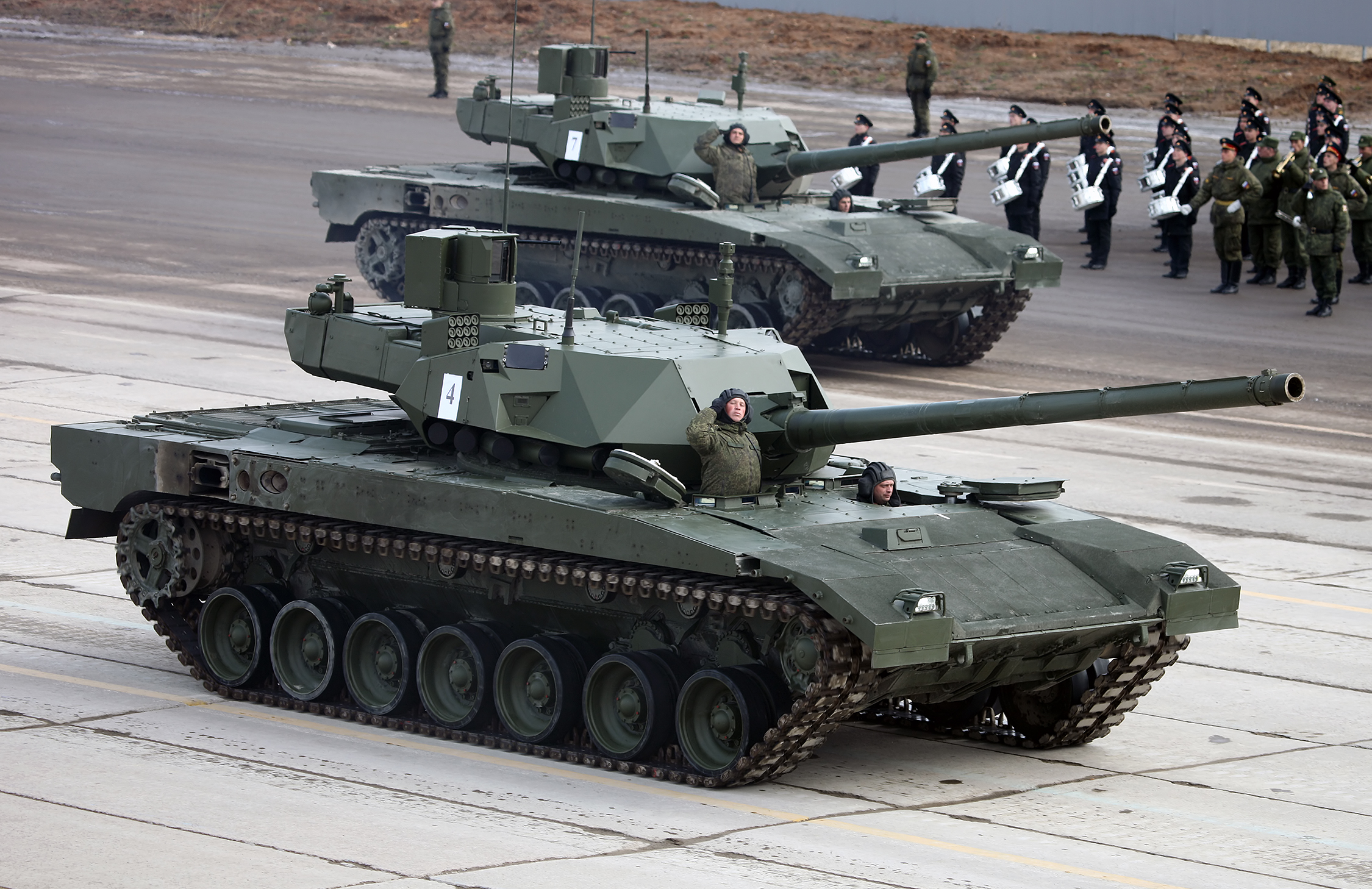
منظر لدبابات T-14 Armata

توظف صناعة الدفاع الروسية 2.5 - 3 ملايين شخص ، وهو ما يمثل 20٪ من جميع وظائف التصنيع.
روسيا هي ثاني أكبر مصدر للأسلحة التقليدية في العالم بعد الولايات المتحدة. تنتج شركة كلاشينكوف ، أكبر شركة لتصنيع الأسلحة النارية في البلاد ،حوالي 95٪ من جميع الأسلحة الصغيرة في روسيا وتزود بها أكثر من 27 دولة حول العالم .  ومعظم أنواع شعبية من الأسلحة تم شراؤها من روسيا وسوخوي وميغ المقاتلين، الدفاع الجوينظم، المروحيات ، الدبابات ، ناقلات جند مدرعة ومركبات المشاة القتالية . صنف مركز الأبحاث لتحليل الاستراتيجيات والتقنيات منتج أنظمة الدفاع الجوي ألماز-أنتي على أنه الشركة الأكثر نجاحًا في الصناعة في عام 2007 ، تليها شركة صناعة الطائرات سوخوي . بلغت عائدات Almaz-Antey في ذلك العام 3.122 مليار دولار ، وكان لديها قوة عاملة تبلغ 81857 شخصًا.

#### الفضاء

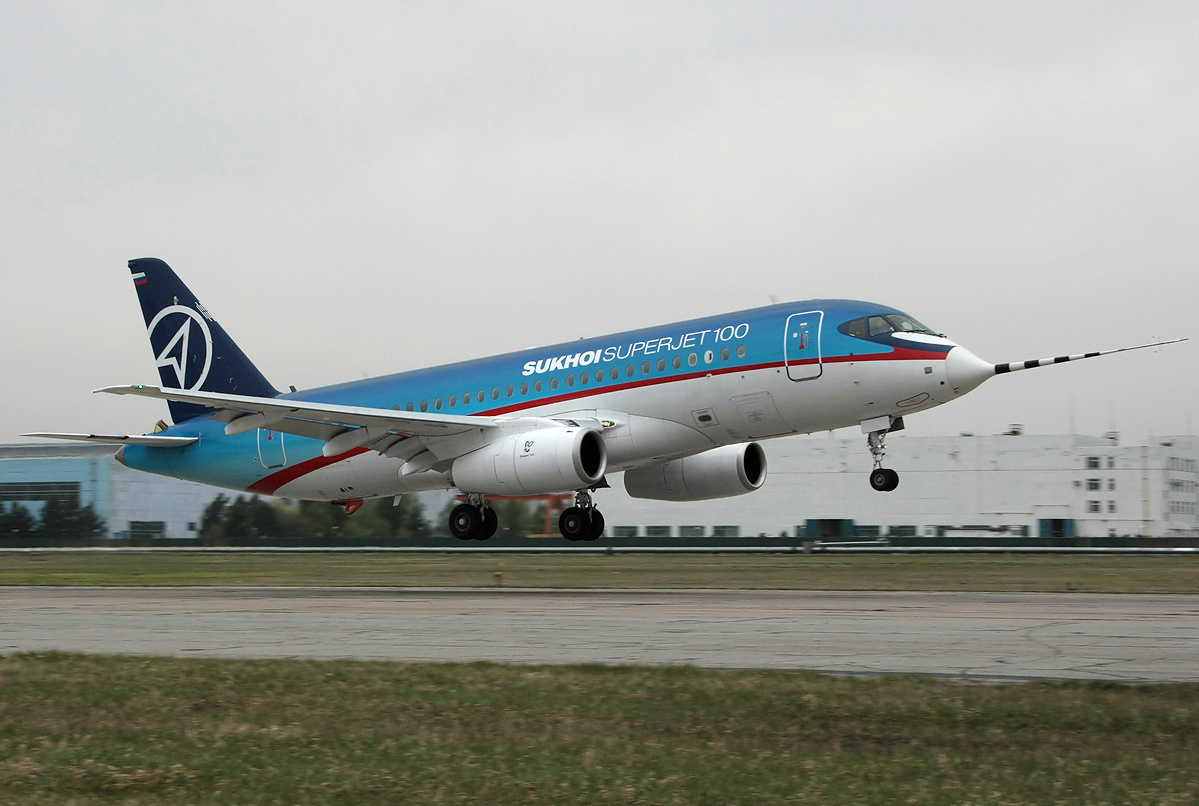
تعد Sukhoi Superjet 100 واحدة من أحدث منتجات الطيران المدني في روسيا. تم طلب طائرة الركاب الإقليمية حوالي 280 مرة لمختلف شركات الطيران وشركات التأجير اعتبارًا من عام 2018

يعد تصنيع الطائرات قطاعًا صناعيًا مهمًا في روسيا ، حيث يعمل فيه حوالي 355300 شخص. تقدم صناعة الطائرات الروسية مجموعة من الطائرات العسكرية المنافسة دوليًا مثل MiG-29 و Su-30 ، بينما من المؤمل أن تنعش المشاريع الجديدة مثل Sukhoi Superjet 100 ثروات قطاع الطائرات المدنية. في عام 2009 ، الشركات التابعة لمؤسسة الطائرات المتحدة سلمت 95 طائرة جديدة ثابتة الجناحين لعملائها ، بما في ذلك 15 نموذجًا مدنيًا. بالإضافة إلى ذلك ، أنتجت الصناعة أكثر من 141 طائرة هليكوبتر.إنه أحد أكثر قطاعات التكنولوجيا العالية كثافة في العلوم ويوظف أكبر عدد من الموظفين المهرة. إن إنتاج وقيمة فرع الطائرات العسكرية يفوقان بكثير قطاعات صناعة الدفاع الأخرى ، وتشكل منتجات الطائرات أكثر من نصف صادرات الأسلحة في البلاد.
تتكون صناعة الفضاء في روسيا من أكثر من 100 شركة وتوظف 250000 شخص.  أكبر شركة في الصناعة هيRKK Energia ، المقاول الرئيسي لرحلات الفضاء المأهولة. مما يؤدي المنتجين مركبة الإطلاق وخرونيتشيفو TsSKB التقدم . أكبر مطور للأقمار الصناعية هوReshetnev Information Satellite Systems ، بينما NPO Lavochkin هو المطور الرئيسي للمسبارات بين الكواكب.

#### صناعة السيارات

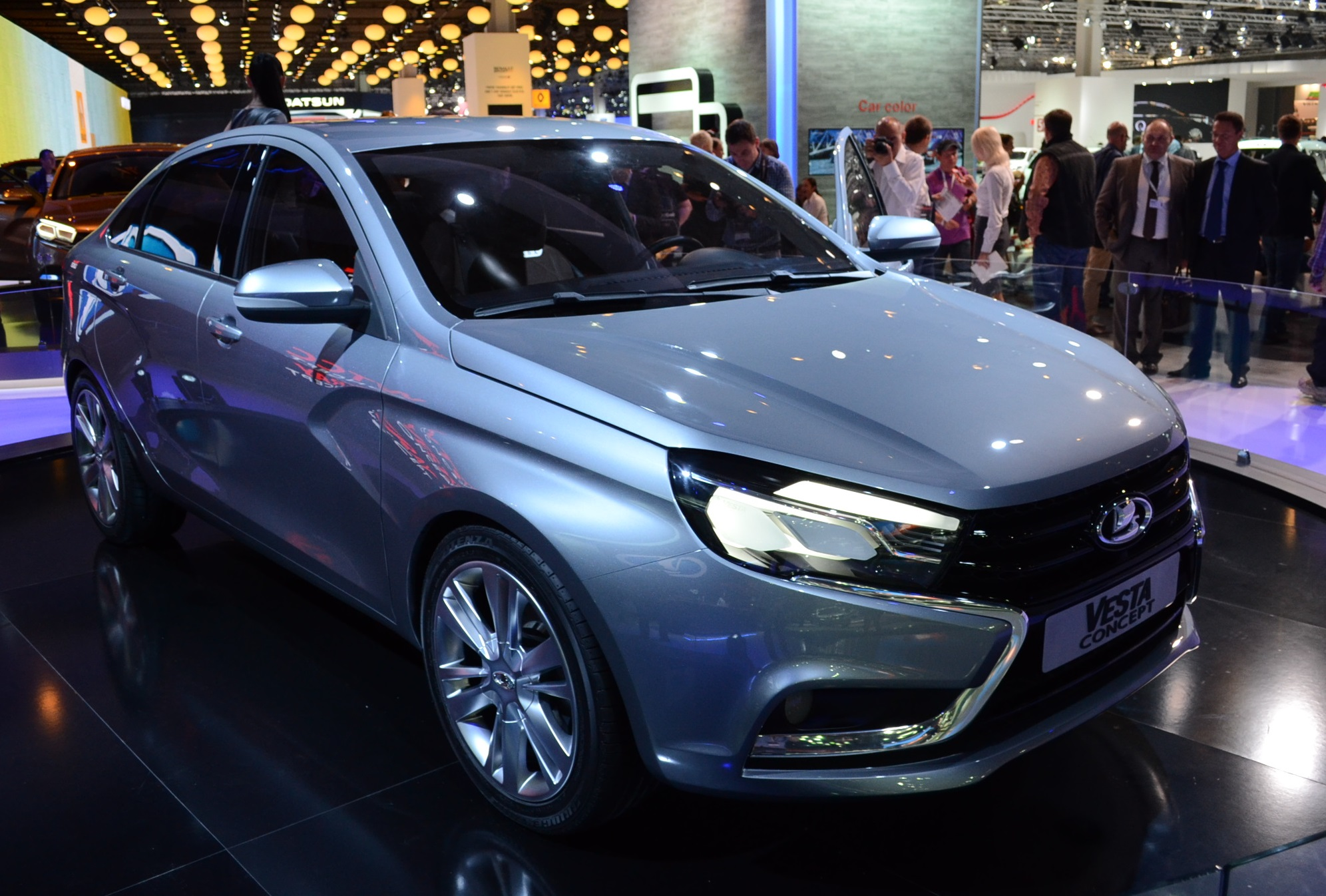
Lada هي علامة تجارية لشركة AvtoVAZ ، أكبر شركة لتصنيع السيارات الروسية في صناعة السيارات الروسية.

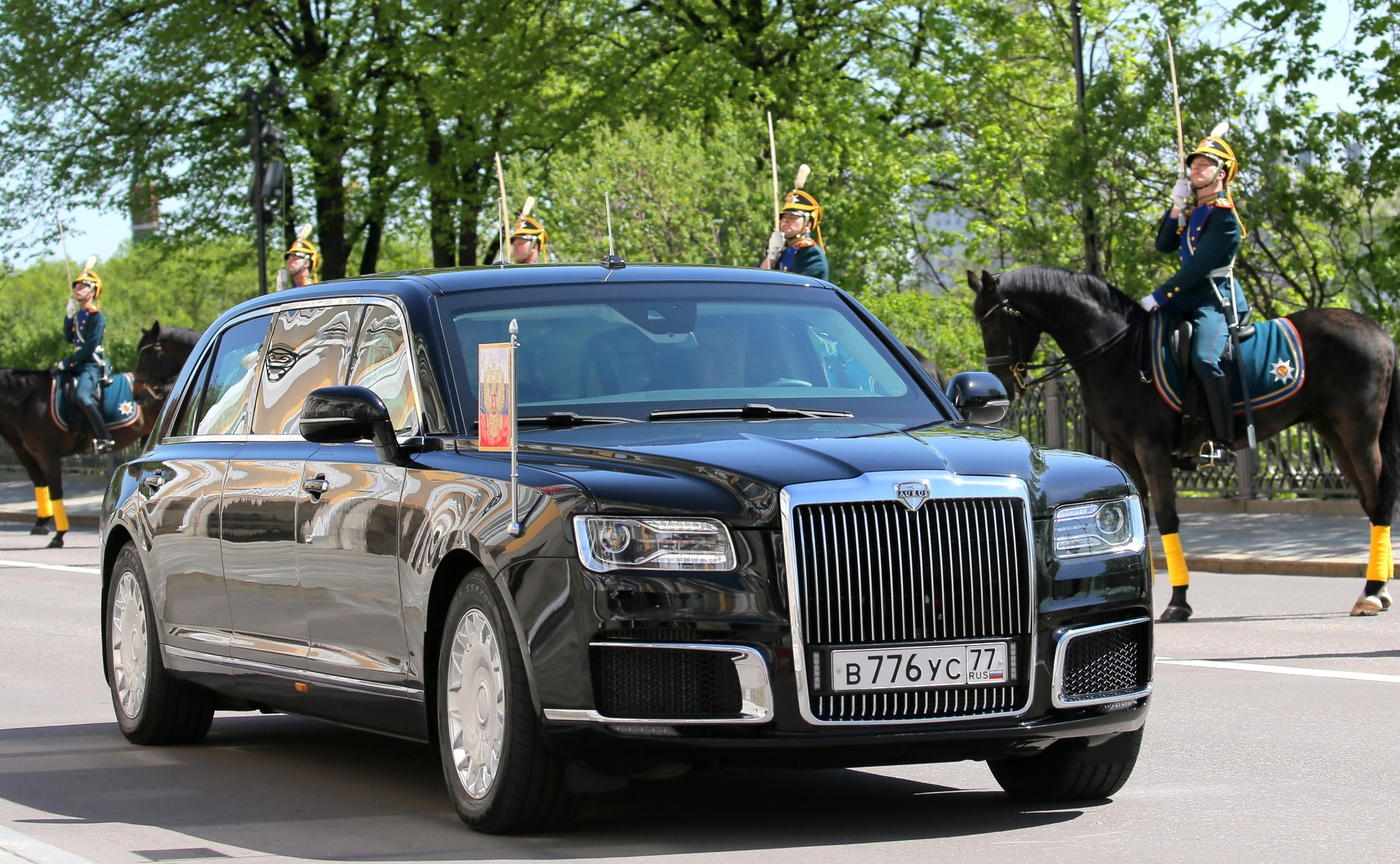
Aurus Senat ، مشروع ليموزين مدرعحديث من قبل NAMI

يعد إنتاج السيارات صناعة مهمة في روسيا ، حيث يعمل بها بشكل مباشر حوالي 600000 شخص أو 0.7٪ من إجمالي القوى العاملة في البلاد. بالإضافة إلى ذلك ، تدعم الصناعة حوالي 2-3 مليون شخص في الصناعات ذات الصلة. احتلت روسيا المرتبة الخامسة عشر بين أكبر منتجي السيارات في العالم في عام 2010 ، وتمثل حوالي 7٪ من الإنتاج العالمي. في عام 2009 ، أنتجت الصناعة 595807 مركبة خفيفة ، بانخفاض عن 1469898 في عام 2008 بسبب الأزمة المالية العالمية . أكبر الشركات هي منتجي المركبات الخفيفة AvtoVAZ وGAZ ، في حين أن KAMAZ هي الشركة الرائدة في إنتاج المركبات الثقيلة.

#### إلكترونيات
تشهد روسيا إعادة نمو للإلكترونيات الدقيقة ، مع إحياء JCS Mikron .

### خدمات

#### التجزئه
اعتبارًا من عام 2013 ، أنفق الروس 60٪ من دخلهم قبل اقتطاع الضرائب ، وهي أعلى نسبة في أوروبا. هذا ممكن لأن العديد من الروس لا يدفعون إيجارًا أو مدفوعات منزل ، ويملكون منازلهم الخاصة بعد خصخصة المساكن السوفيتية المملوكة للدولة. كانت مراكز التسوق رائجة بين المستثمرين والمتسوقين الدوليين من الطبقة المتوسطة الناشئة. تم بناء 82 مركزًا تجاريًا بالقرب من المدن الكبرى بما في ذلك عدد قليل منها كان كبيرًا جدًا. A سوبر ماركت بيع البقالة هو مخزن مرساة نموذجي في مركز تجاري الروسي.
مبيعات التجزئة في روسيا
| عام                                         | 2002 | 2003 | 2004 | 2005 | 2006 | 2007  | 2008      | 2009  | 2010  | 2011  |
| إجمالي مبيعات التجزئة (تريليونات روبل روسي) | 3.77 | 4.53 | 5.64 | 7.04 | 8.69 | 10.76 | سنةمفقودة | 14.60 | 16.49 | 19.08 |

#### الإتصالات
المقال الرئيسي: الاتصالات في روسيا
صناعة الاتصالات السلكية واللاسلكية في روسيا تنمو من حيث الحجم والنضج. اعتبارًا من ديسمبر 2007 ، كان هناك ما يقدر بنحو 4900000 خط النطاق العريض في روسيا.
في عام 2006 ، كان هناك أكثر من 300 شبكة مشغل BWA ، تمثل 5٪ من حصة السوق ، مع الاتصال الهاتفي يمثل 30٪ ، والنفاذ الثابت عريض النطاق يمثل النسبة المتبقية البالغة 65٪.  في ديسمبر 2006 ، صرح توم فيليبس ، كبير موظفي الحكومة والشؤون التنظيمية بجمعية GSM :
«لقد حققت روسيا بالفعل انتشارًا للهواتف المحمولة بنسبة تزيد عن 100٪ بفضل الشعبية الهائلة للاتصالات اللاسلكية بين الروس والعمل الجيد الذي تقوم به الحكومة في تعزيز قطاع الهاتف المحمول الذي يحركه السوق على أساس المنافسة القوية.»
تسببت الأزمة المالية ، التي ضربت البلاد بالفعل في نهاية عام 2008 ، في انخفاض حاد في الاستثمارات من قبل قطاعات الأعمال وانخفاض ملحوظ في ميزانية تكنولوجيا المعلومات التي قدمتها الحكومة في 2008-2009. نتيجة لذلك ، انخفض سوق تكنولوجيا المعلومات في روسيا في عام 2009 بأكثر من 20٪ من حيث الروبل والثلث من حيث اليورو. من بين القطاعات المعينة ، لا تزال الحصة الأكبر من سوق تكنولوجيا المعلومات الروسية تنتمي إلى الأجهزة.
بيانات أساسية عن سوق الاتصالات في روسيا
| عام                                                      | 2004 | 2005 | 2006 | 2007 | 2008 | 2009  | 2010 | 2011 (تقديريًا) |
| القيمة السوقية للاتصالات السلكية واللاسلكية (مليار يورو) | 12.9 | 16.0 | 20.9 | 25.0 | 27.5 | 24.4  | 28.5 | 30.6           |
| معدل نمو سوق الاتصالات (٪)                               | 32.0 | 23.5 | 30.6 | 20.2 | 10.0 | −11.4 | 17.1 | 7.3            |

#### وسائل النقل

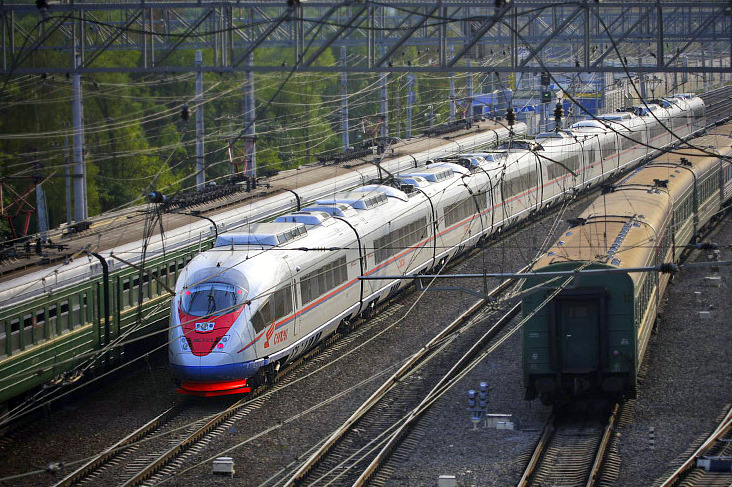
يربط قطار Sapsan عالي السرعة بين موسكو وسانت بطرسبرغ

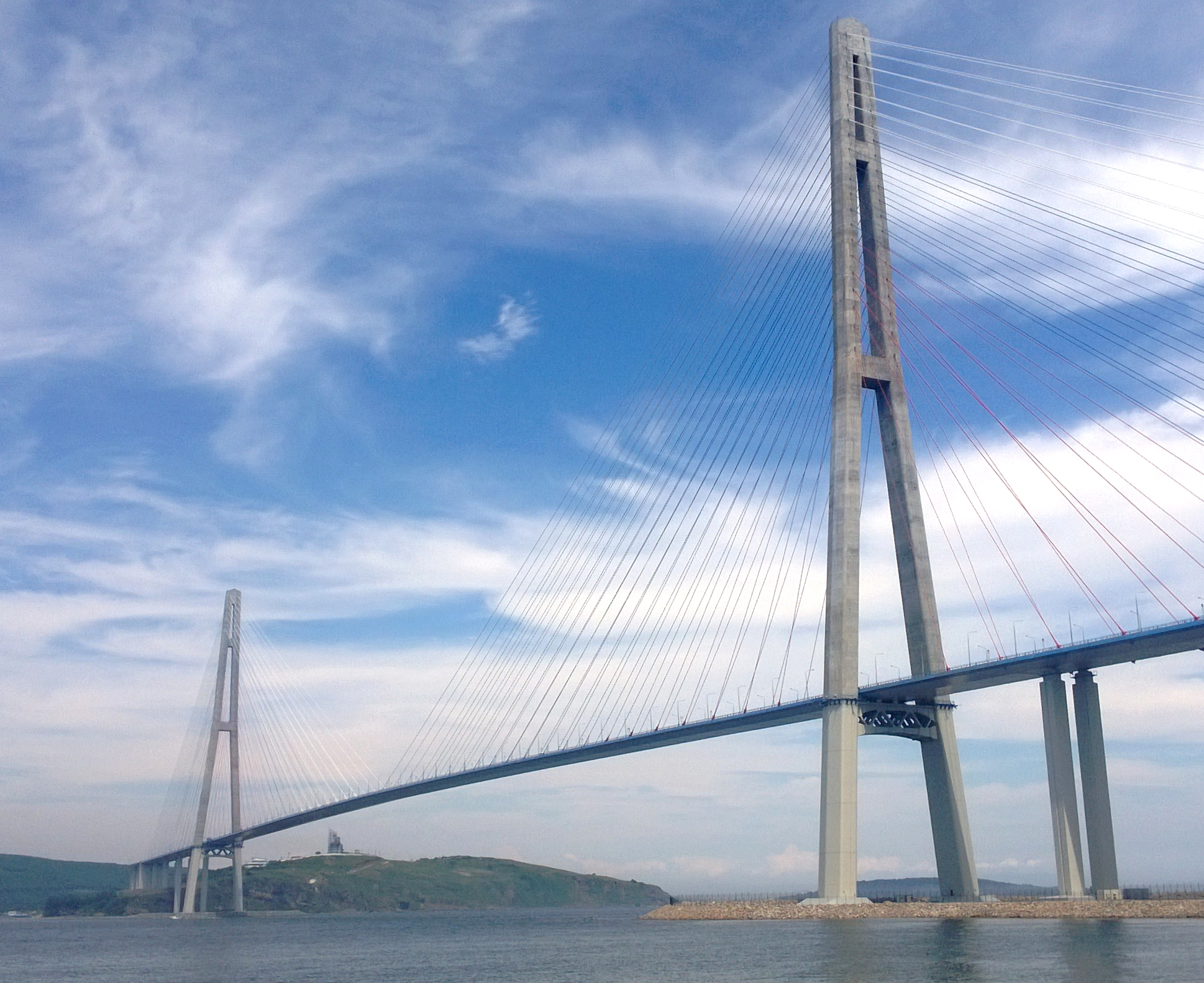
على جسر روسكي في فلاديفوستوك هو أطول جسر معلق بأسلاك فولاذية في العالم

تمثل السكك الحديدية الروسية 2.5٪  من الناتج المحلي الإجمالي لروسيا . النسبة المئوية لحركة نقل البضائع والركاب التي تمر بالسكك الحديدية غير معروفة ، حيث لا توجد إحصاءات متاحة للنقل الخاص مثل السيارات الخاصة أو الشاحنات المملوكة للشركة. في عام 2007 ،ذهب حوالي 1.3 مليار مسافر  و 1.3 مليار طن من البضائع  عبر السكك الحديدية الروسية. في عام 2007 ، امتلكت الشركة 19700 قاطرات بضائع وركاب ، و 24200 سيارة ركاب (عربات) (2007) و 526,900 سيارة شحن (عربات بضائع) (2007).
هناك 270 ألف سيارة شحن أخرى في روسيا مملوكة للقطاع الخاص . في عام 2009 ، كان لدى روسيا 128000 كيلومتر من خطوط السكك الحديدية المشتركة ، كان نصفها تقريبًا كهربائيًا وينقل معظم حركة المرور ؛ أكثر من 40٪ كان مسار مزدوج أو أفضل.

#### اعمال بناء
في عام 2009 ، نجت صناعة البناء الروسية من أصعب عام لها منذ أكثر من عقد. بدا الانخفاض بنسبة 0.8٪ الذي سجلته الصناعة في الأرباع الثلاثة الأولى من عام 2010 في حالة صحية ملحوظة مقارنةً بالتراجع الذي سجلته الصناعة بنسبة 18.4٪ في العام السابق ، وأصبحت شركات البناء أكثر تفاؤلاً بشأن المستقبل مقارنة بالأشهر السابقة. أبرمت شركات البناء الأكثر نجاحًا عقودًا بمليارات الدولارات وخططت لتوظيف موظفين وشراء آلات بناء جديدة. أدى الانكماش الاقتصادي إلى التأكيد على أهمية الحكومة في سوق البناء.

#### تأمين
وفقًا للبنك المركزي الروسي ، تعمل 422 شركة تأمين في سوق التأمين الروسي بحلول نهاية عام 2013. يعتبر تركيز أعمال التأمين كبيرًا في جميع القطاعات الرئيسية باستثناء سوق مسؤولية الطرف الثالث الإجباري للسيارات (CMTPL) ، كأفضل 10 شركات في فرضت 2013 أقساط 58.1٪ إجمالاً بدون تأمين صحي إلزامي (CHI). أظهر سوق التأمين الروسي في عام 2013 معدل نمو كبير في العمليات. بلغ إجمالي أقساط التأمين (بدون CHI) في عام 2013 904.9 مليار روبل روسي (زيادة بنسبة 11.8٪ مقارنة بعام 2012) ، وبلغ إجمالي المطالبات المدفوعة 420.8 مليار روبل روسي (زيادة بنسبة 13.9٪ مقارنة بعام 2012). ارتفعت نسبة الأقساط إلى الناتج المحلي الإجمالي (الإجمالي بدون CHI) في عام 2013 إلى 1.36٪ مقارنة بـ 1.31 في العام السابق. وزادت حصة الأقساط في إنفاق الأسرة إلى 1.39٪. بلغ مستوى المطالبات المدفوعة على إجمالي السوق بدون CHI 46.5٪ ، وهي زيادة غير كافية مقارنة بعام 2012. ارتفع عدد الوثائق في 2013 بنسبة 0.1٪ مقارنة بعام 2012 ، إلى 139.6 مليون بوليصة.
على الرغم من أن المؤشرات النسبية لسوق التأمين الروسي عادت إلى مستويات ما قبل الأزمة ، إلا أن التقدم تحقق بشكل رئيسي من خلال زيادة التأمين على الحياة والتأمين ضد الحوادث ، إلا أن مساهمة هذين القطاعين في السوق في نمو الأقساط في عام 2013 تجاوزت إلى حد كبير حصتها في السوق. كما كان من قبل ، غالبًا ما تستخدم البنوك التأمين على الحياة والتأمين ضد الحوادث كملحق لعقد ائتمان يحمي الدائنين من مخاطر التخلف عن سداد الائتمان في حالة وفاة المقترض أو عجزه. ومن الواضح أن صعود هذه الخطوط مرتبط بزيادة القروض الاستهلاكية ، حيث ارتفع إجمالي الالتزامات الائتمانية للسكان في عام 2013 بنسبة 28٪ إلى 9.9 تريليون روبل. في الوقت نفسه ، ظلت نسبة قسط التأمين إلى الناتج المحلي الإجمالي ، صافي التأمين على الحياة والتأمين ضد الحوادث عند نفس المستوى البالغ 1.1٪ كما في عام 2012. وهكذا ، إذا تم استبعاد خطوط الأعمال «المصرفية»

#### تكنولوجيا المعلومات

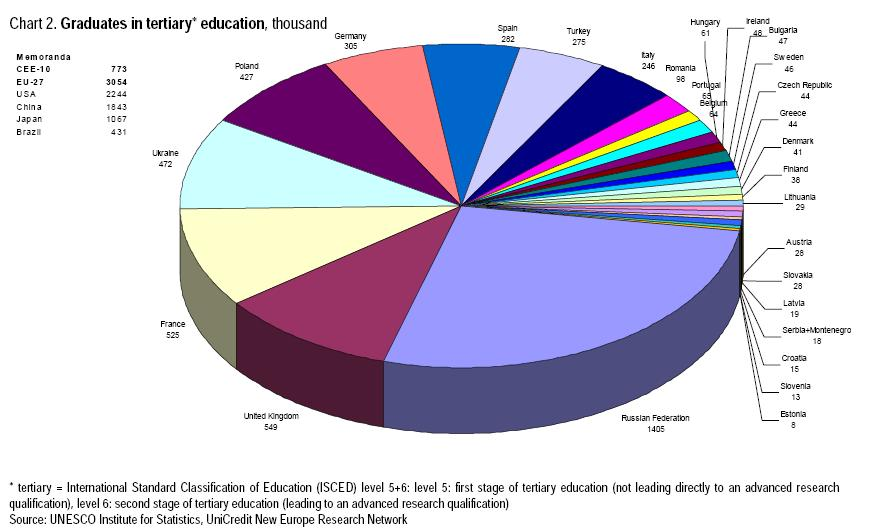
يوجد في روسيا خريجون أكاديميون أكثر من أي دولة أخرى في أوروبا. (والرائد عالميًا في نسبة السكان الحاصلين على درجة جامعية أو أعلى: 54٪ مقارنة بـ 31٪ في المملكة المتحدة

يعد سوق تكنولوجيا المعلومات أحد أكثر القطاعات ديناميكية في الاقتصاد الروسي. ارتفعت صادرات البرمجيات الروسية من 120 مليون دولار فقط في عام 2000 إلى 3.3 مليار دولار في عام 2010.  منذ عام 2000 ، بدأ سوق تكنولوجيا المعلومات بمعدلات نمو تتراوح بين 30-40٪ سنويًا ، ونموًا بنسبة 54٪ في عام 2006 وحده. أكبر قطاع من حيث الإيرادات هو تكامل النظام والشبكة ، والذي يمثل 28.3 ٪ من إجمالي إيرادات السوق. وفي الوقت نفسه ، فإن الجزء الأسرع نموًا في سوق تكنولوجيا المعلومات هو البرمجة الخارجية .

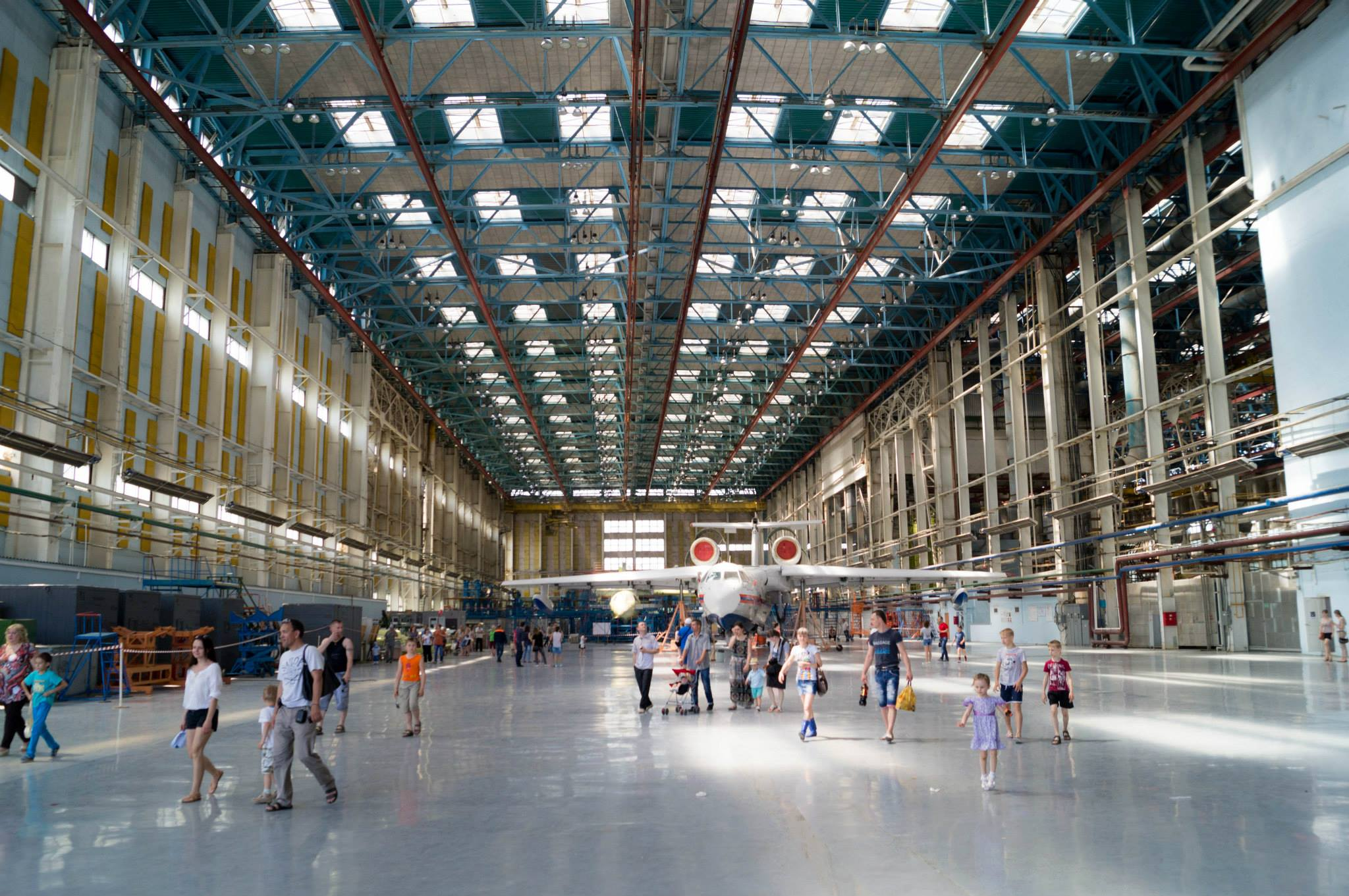
داخل مجمع بيريف العلمي والتقني في تاجانروغ

حاليًا ، تسيطر روسيا على 3٪ من سوق تطوير البرمجيات الخارجية وهي ثالث دولة رائدة (بعد الهند والصين ) بين مصدري البرمجيات . هذا النمو في تعهيد البرمجيات في روسيا ناتج عن عدد من العوامل. أحدها هو الدور الداعم للحكومة الروسية. أطلقت الحكومة برنامجًا لتعزيز بناء المجمعات التكنولوجية الموجهة لتكنولوجيا المعلومات (حدائق التقنية) - وهي مناطق خاصة لها بنية تحتية راسخة وتتمتع بنظام ضرائب وجمارك مناسب ، في سبعة أماكن مختلفة في جميع أنحاء البلاد: موسكو ،نوفوسيبيرسك ، نيجني نوفغورود ، كالوجا ، منطقة تومين ، جمهورية تتارستان وسانت بيتربورغ. عامل آخر يحفز نمو قطاع تكنولوجيا المعلومات في روسيا هو وجود شركات التكنولوجيا العالمية مثل Intel وGoogle وMotorola وSun Microsystems و Boeing و Nortel وHewlett-Packard وSAP AG وغيرها ، والتي كثفت من تطوير برامجهاالأنشطة وفتحت مراكز البحث والتطويرالخاصة بهم في روسيا.
وبموجب مرسوم حكومي وقعت في يونيو 2013، ومن المتوقع أن تسهيل دخول شركات الأعمال "إلى برامج المشتريات الاحتكارات البنية التحتية المملوكة للدولة، بما في ذلك المؤسسات الكبيرة خاص" خارطة الطريق "غازبروم ، روسنفت ، السكك الحديدية الروسية ، روساتوم ، و ترانسنفت . من المتوقع أن تزيد هذه الشركات نسبة الحلول التقنية المحلية التي تستخدمها في عملياتها. ويشدد المرسوم بشكل خاص على شراء منتجات وتقنيات مبتكرة. وفقًا للمرسوم الجديد ، بحلول عام 2015 ، يجب على الشركات المرتبطة بالحكومة مضاعفة مشترياتها من الحلول التكنولوجية الروسية مقارنة بمستوى 2013 ، ويجب أن تتضاعف مستويات الشراء لديها أربع مرات بحلول عام 2018.
تعد روسيا واحدة من الدول القليلة في العالم التي تمتلكمحرك بحث على الإنترنت محليًا يمتلك حصة سوقية ذات صلة حيث يستخدم محرك البحث الروسي Yandex منقبل 53.8٪ من مستخدمي الإنترنت في الدولة.
شركات تكنولوجيا المعلومات الروسية المعروفة هي ABBYY ( نظام FineReader OCR وقواميس Lingvo) و Kaspersky Lab ( Kaspersky Anti-Virus و Kaspersky Internet Security ) و Mail.Ru (البوابة ومحرك البحث وخدمة البريد و Mail.ru Agent messenger و ICQ و Odnoklassniki social الشبكة ومصادر الوسائط عبر الإنترنت).

#### السياحة
المقال الرئيسي: السياحة في روسيا

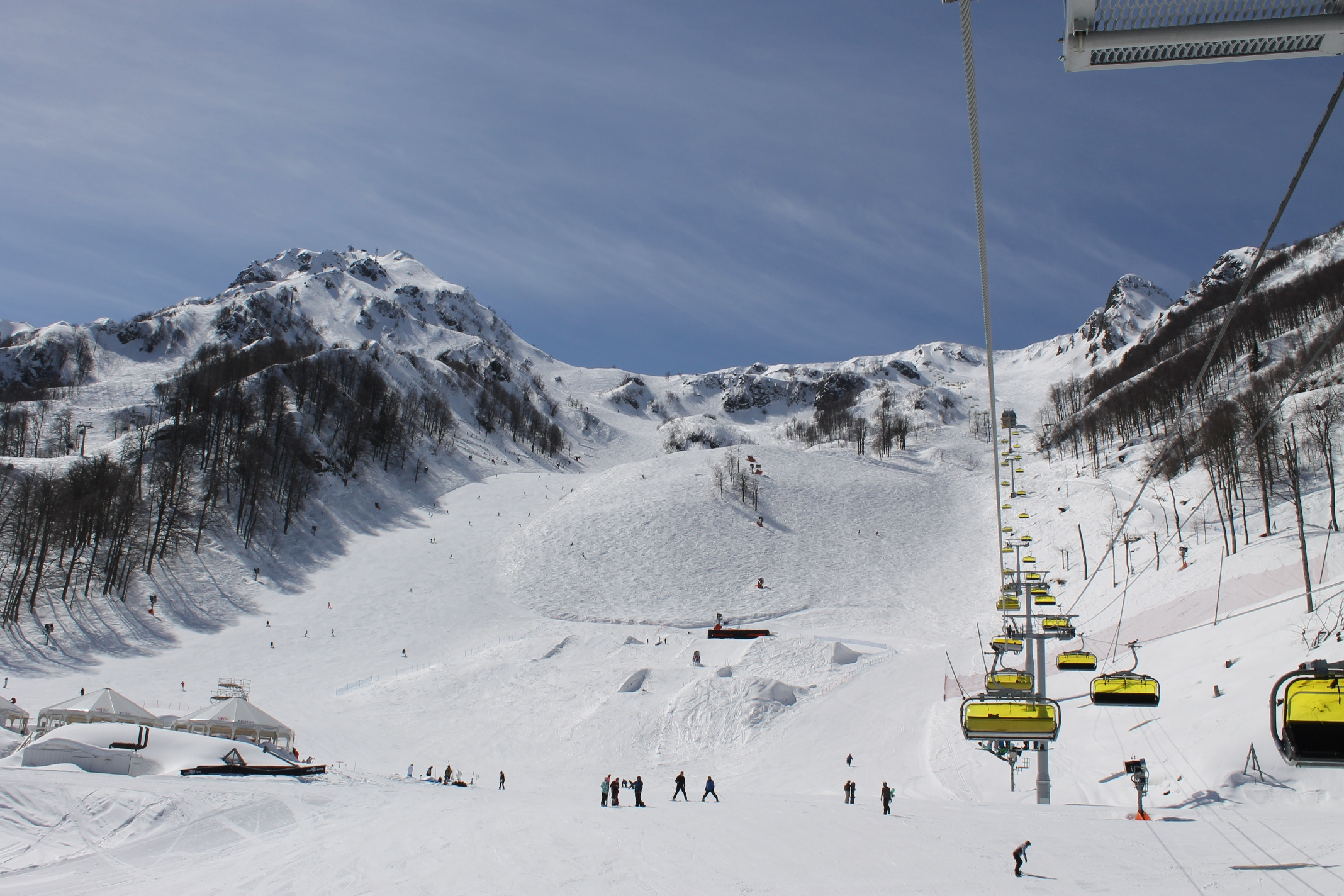
منتجع روزا خوتور ألبين

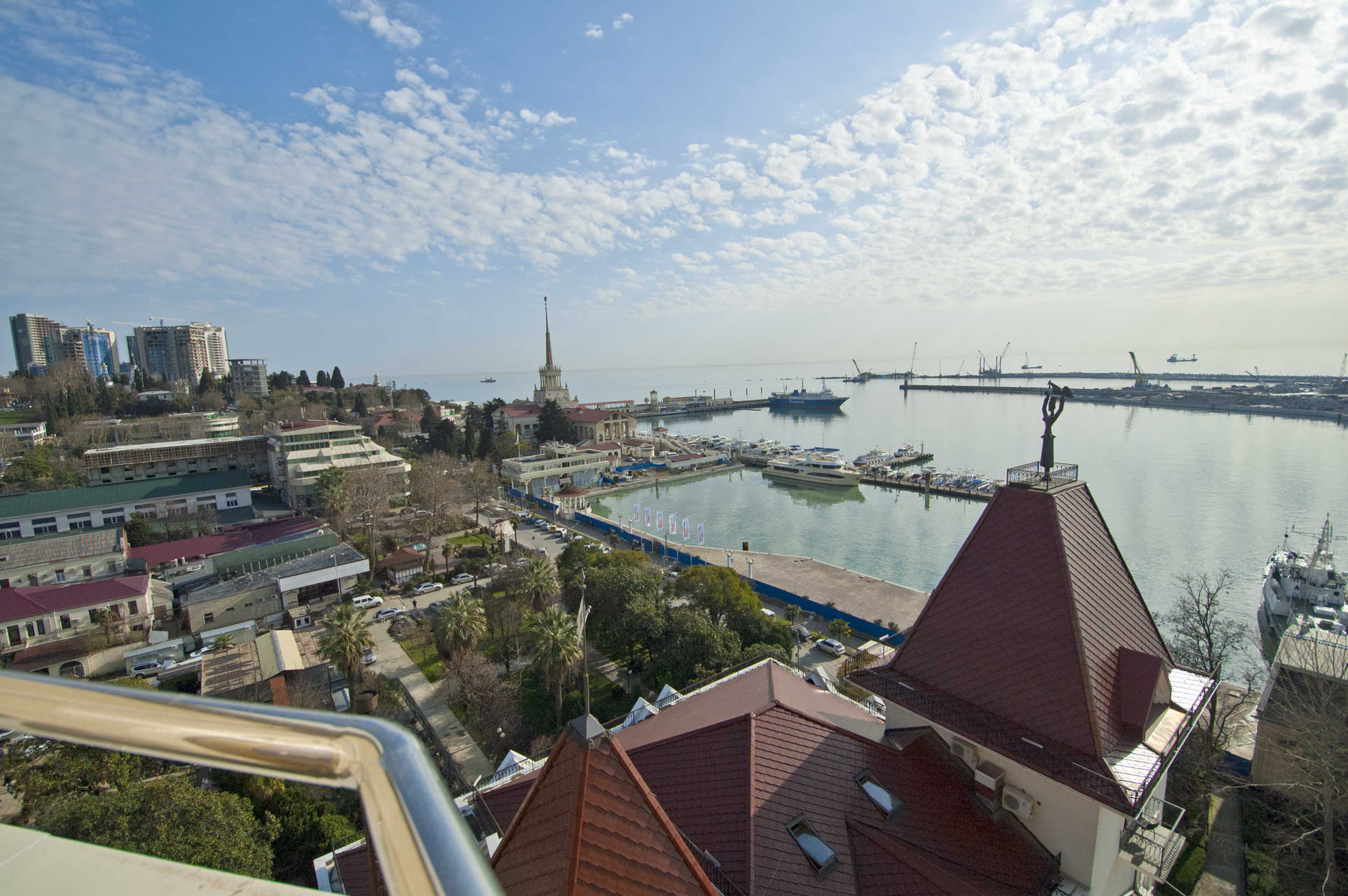
سوتشي ، منتجع ساحلي على البحر الأسود

شهدت السياحة في روسيا نموًا سريعًا منذ أواخر الحقبة السوفيتية ، السياحة الداخلية أولاً ثم السياحة الدولية. يضع التراث الثقافي الغني والتنوع الطبيعي الرائع روسيا بين الوجهات السياحية الأكثر شعبية في العالم.
في عام 2013 ، زار روسيا 28.4 مليون سائح لتكون تاسع أكثر الدول زيارة في العالم.  الوجهات الأكثر زيارة في روسيا هي موسكو وسانت بطرسبرغ ، والمعروفة باسم مدن العالم .

## التجارة الخارجية والاستثمار

### التجارة

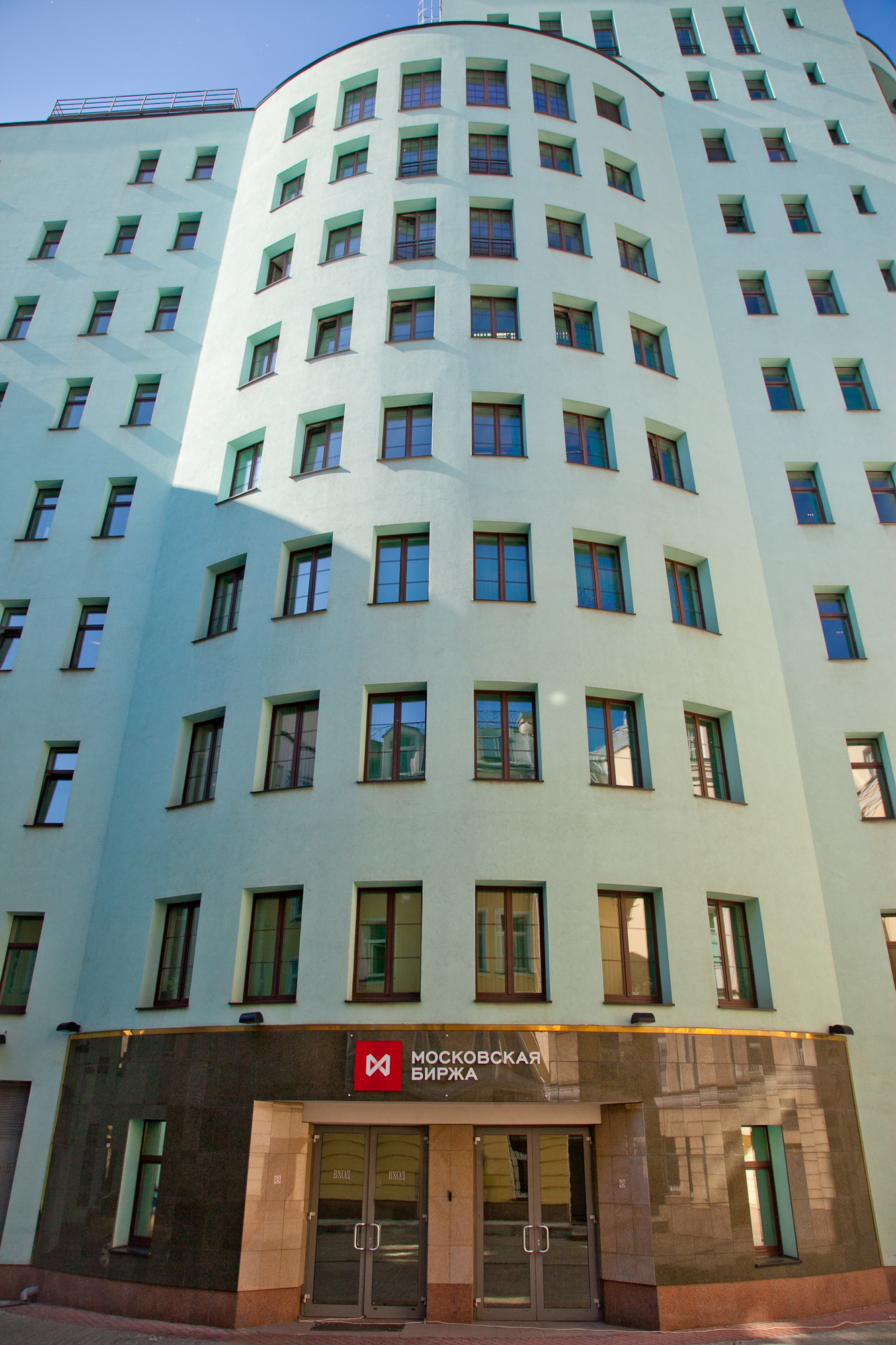
بورصة موسكو ، أكبر مجموعة تبادل في روسيا.

سجلت روسيا فائضًا تجاريًا قدره 15.8 مليار دولار أمريكي في عام 2013.  أفاد البنك المركزي الروسي عن الميزان التجاري في روسيا. تاريخيًا ، من 1997 حتى 2013 ، بلغ متوسط الميزان التجاري لروسيا 8338.23 مليون دولار أمريكي ووصل إلى أعلى مستوى له على الإطلاق عند 20647 مليون دولار أمريكي في ديسمبر 2011 وأدنى مستوى قياسي بلغ 185 مليون دولار أمريكي في فبراير 1998. وتدير روسيا فوائض تجارية منتظمة يرجع ذلك أساسًا إلى الصادرات من السلع.
في عام 2015 ، كانت الصادرات الرئيسية لروسيا هي النفط والغاز الطبيعي (62.8٪ من إجمالي الصادرات) ، والخامات والمعادن (5.9٪) ، والمنتجات الكيماوية (5.8٪) ، والآلات ومعدات النقل (5.4٪) ، والمواد الغذائية (4.7٪). وتشمل الأخرى: المواد الخام الزراعية (2.2٪) والمنسوجات (0.2٪).
تستورد روسيا المواد الغذائية ووسائل النقل البري والأدوية والمنسوجات والأحذية. الشركاء التجاريون الرئيسيون هم: الصين (7٪ من إجمالي الصادرات و 10٪ من الواردات) ، ألمانيا (7٪ من الصادرات و 8٪ من الواردات) وإيطاليا. تتضمن هذه الصفحة مخططًا بالبيانات التاريخية لميزان التجارة الروسي. انخفضت الصادرات في روسيا إلى 39038 مليون دولار أمريكي في يناير 2013 من 48568 مليون دولار أمريكي في ديسمبر 2012. تم الإبلاغ عن الصادرات في روسيا من قبل البنك المركزي الروسي. تاريخيًا ، من عام 1994 حتى عام 2013 ، بلغ متوسط الصادرات الروسية 18668.83 مليون دولار أمريكي ووصلت إلى أعلى مستوى لها على الإطلاق عند 51338 مليون دولار أمريكي في ديسمبر 2011 وأدنى مستوى قياسي بلغ 4087 مليون دولار أمريكي في يناير 1994. تحتل روسيا المركز السادس عشر بين أكبر اقتصاد تصديري في العالم (2016) وهي مصدر رئيسي للنفط والغاز الطبيعي. في روسيا ، تعد الخدمات أكبر قطاع في الاقتصاد وتمثل 58٪ من الناتج المحلي الإجمالي. القطاعات الأكثر أهمية ضمن الخدمات هي: تجارة الجملة والتجزئة وإصلاح السيارات والدراجات النارية والسلع الشخصية والمنزلية (17٪ من إجمالي الناتج المحلي) ؛ الإدارة العامة والصحة والتعليم (12٪)؛ العقارات (9٪) والنقل والتخزين والاتصالات (7٪). تساهم الصناعة بنسبة 40٪ في إجمالي الإنتاج. التعدين (11٪ من الناتج المحلي الإجمالي) والتصنيع (13٪) والبناء (4٪) هي أهم قطاعات الصناعة.الزراعة تمثل نسبة 2٪ المتبقية. تتضمن هذه الصفحة مخططًا بالبيانات التاريخية لصادرات روسيا. انخفضت الواردات في روسيا إلى 21296 مليون دولار أمريكي في يناير 2013 من 31436 مليون دولار أمريكي في ديسمبر 2012. وذكر البنك المركزي الروسي الواردات في روسيا.تاريخيا ، من 1994 حتى 2013 ، بلغ متوسط واردات روسيا 11392.06 مليون دولار أمريكي ووصلت إلى أعلى مستوى لها على الإطلاق عند 31553 مليون دولار أمريكي في أكتوبر 2012 وأدنى مستوى قياسي بلغ 2691 مليون دولار أمريكي في يناير 1999. واردات روسيا الرئيسية هي الغذاء (13٪ من إجمالي الواردات) والأرض. النقل (12٪).وتشمل الأخرى: الأدوية والمنسوجات والأحذية والبلاستيك والأدوات البصرية. شركاء الاستيراد الرئيسيون هم الصين (10٪ من إجمالي الواردات) وألمانيا (8٪). وتشمل الدول الأخرى: إيطاليا وفرنسا واليابان والولايات المتحدة. تتضمن هذه الصفحة مخططًا بالبيانات التاريخية لواردات روسيا. المنسوجات والأحذية والبلاستيك والأدوات البصرية. شركاء الاستيراد الرئيسيون هم الصين (10٪ من إجمالي الواردات) وألمانيا (8٪). وتشمل الدول الأخرى: إيطاليا وفرنسا واليابان والولايات المتحدة. تتضمن هذه الصفحة مخططًا بالبيانات التاريخية لواردات روسيا. المنسوجات والأحذية والبلاستيك والأدوات البصرية. شركاء الاستيراد الرئيسيون هم الصين (10٪ من إجمالي الواردات) وألمانيا (8٪). وتشمل الدول الأخرى: إيطاليا وفرنسا واليابان والولايات المتحدة. تتضمن هذه الصفحة مخططًا بالبيانات التاريخية لواردات روسيا.
التجارة الخارجية لروسيا - الصادرات والواردات الروسية 
| عام                                     | 2005 | 2006 | 2007 | 2008 | 2009 | 2010 | 2011 | 2012 | 2013 | 2014 | 2015 | 2016 |
| الصادرات (بمليارات الدولارات الأمريكية) | 241  | 302  | 352  | 468  | 302  | 397  | 517  | 525  | 527  | 498  | 344  | 285  |
| الواردات (بمليارات الدولارات الأمريكية) | 99   | 138  | 200  | 267  | 171  | 229  | 306  | 316  | 315  | 287  | 183  | 182  |

| الواردات إلى روسيا 2015 | الواردات إلى روسيا 2015    | الواردات إلى روسيا 2015    | الواردات إلى روسيا 2015 | الواردات إلى روسيا 2015 |
| تصنيف                   | بلد                        | القيمة (بالدولار الأمريكي) | ٪                       |                         |
| ----------------------- | -------------------------- | -------------------------- | ----------------------- | ----------------------- |
|                         | العالمية                   | 182.782 مليون دولار        | 100.0٪                  |                         |
| 1                       | الصين                      | 35199 مليون دولار          | 19.3٪                   |                         |
| 2                       | ألمانيا                    | 18992 مليون دولار          | 10.4٪                   |                         |
| 3                       | الولايات المتحدة الأمريكية | 11.490 مليون دولار         | 6.3٪                    |                         |
| 4                       | بيلاروسيا                  | 7989 مليون دولار           | 4.4٪                    |                         |
| 5                       | إيطاليا                    | 7928 مليون دولار           | 4.3٪                    |                         |
| 6                       | اليابان                    | 6819 مليون دولار           | 3.7٪                    |                         |
| 7                       | أوكرانيا                   | 5643 مليون دولار           | 3.1٪                    |                         |
| 8                       | فرنسا                      | 5،563 مليون دولار          | 3.0٪                    |                         |
| 9                       | كوريا الجنوبية             | 4،532 مليون دولار          | 2.5٪                    |                         |
| 10                      | كازاخستان                  | 4275 مليون دولار           | 2.3٪                    |                         |

| الصادرات الروسية لعام 2015 | الصادرات الروسية لعام 2015 | الصادرات الروسية لعام 2015 | الصادرات الروسية لعام 2015 | الصادرات الروسية لعام 2015 |
| تصنيف                      | بلد                        | القيمة (بالدولار الأمريكي) | ٪                          |                            |
| -------------------------- | -------------------------- | -------------------------- | -------------------------- | -------------------------- |
|                            | العالمية                   | 343908 مليون دولار         | 100.0٪                     |                            |
| 1                          | هولندا                     | 40198 مليون دولار          | 11.7٪                      |                            |
| 2                          | الصين                      | 28335 مليون دولار          | 8.2٪                       |                            |
| 3                          | إيطاليا                    | 16204 مليون دولار          | 4.7٪                       |                            |
| 4                          | ألمانيا                    | 15906 مليون دولار          | 4.6٪                       |                            |
| 5                          | اليابان                    | 14.426 مليون دولار         | 4.2٪                       |                            |
| 6                          | كوريا الجنوبية             | 13196 مليون دولار          | 3.8٪                       |                            |
| 7                          | بيلاروسيا                  | 12.428 مليون دولار         | 3.6٪                       |                            |
| 8                          | ديك رومي                   | 11703 مليون دولار          | 3.4٪                       |                            |
| 9                          | كازاخستان                  | 10،302 مليون دولار         | 3.0٪                       |                            |
| 10                         | بولندا                     | 9،513 مليون دولار          | 2.8٪                       |                            |

ارتفعت التجارة الخارجية بنسبة 34٪ لتصل إلى 151.5 مليار دولار في النصف الأول من عام 2005 ، ويرجع ذلك أساسًا إلى ارتفاع أسعار النفط والغاز التي تشكل الآن 64٪ من إجمالي الصادرات من حيث القيمة. وارتفعت التجارة مع بلدان رابطة الدول المستقلة بنسبة 13.2٪ لتصل إلى 23.3 مليار دولار. تشكل التجارة مع الاتحاد الأوروبي 52.9 ٪ ، مع رابطة الدول المستقلة 15.4 ٪ ، والمجتمع الاقتصادي الأوروبي الآسيوي 7.8 ٪ ، والمجتمع الاقتصادي لآسيا والمحيط الهادئ 15.9 ٪.

## عمليات الدمج والاستحواذ

نصيب الفرد من إجمالي الناتج المحلي ، 2016 (بالدولار الأمريكي):
50 000 and over
30 000 – 50 000
9 750 (Russian average) – 20 000
7 500 – 9 750
5 000 – 7 500
under 3 000

بين عامي 1985 و 2018 تم الإعلان عن ما يقرب من 28500 عملية اندماج أو استحواذ في روسيا. يتراكم هذا إلى قيمة إجمالية تبلغ حوالي 984 بيل. الدولار الأمريكي والذي يترجم إلى 5.456 مليار. فرك. من حيث القيمة ، كان عام 2007 هو العام الأكثر نشاطًا حيث بلغ 158 مليارًا.بالدولار الأمريكي ، في حين بلغ عدد الصفقات ذروتها في عام 2010 حيث بلغ 3684 صفقة (964 مقارنة بالقيمة القياسية لعام 2007). منذ عام 2010 ، انخفضت القيمة والأرقام باستمرار ومن المتوقع حدوث موجة أخرى من عمليات الاندماج والاستحواذ.
تمت غالبية الصفقات داخل روسيا أو خارجها في القطاع المالي (29٪) ، تليها البنوك (8.6٪) ، والنفط والغاز (7.8٪) والمعادن والتعدين (7.2٪).
فيما يلي قائمة بأفضل الصفقات مع الشركات الروسية المشاركة مرتبة حسب قيمة الصفقة بالمليون. دولار أمريكي:
| أعلن التاريخ | اسم المستحوذ            | صناعة المستحوذ المتوسطة | أمة المستحوذ               | اسم الهدف                  | الهدف منتصف الصناعة | الأمة المستهدفة            | قيمة الصفقة (مليون دولار) |
| ------------ | ----------------------- | ----------------------- | -------------------------- | -------------------------- | ------------------- | -------------------------- | ------------------------- |
| 10/22/2012   | شركة روسنفت للزيوت      | النفط والغاز            | الاحتياطي الفيدرالي الروسي | TNK-BP Ltd                 | النفط والغاز        | الاحتياطي الفيدرالي الروسي | 27854.12                  |
| 07/24/2012   | شركة روسنفت للزيوت      | النفط والغاز            | الاحتياطي الفيدرالي الروسي | TNK-BP Ltd                 | النفط والغاز        | الاحتياطي الفيدرالي الروسي | 26061.15                  |
| 04/22/2003   | يوكوسنيفتجاز            | النفط والغاز            | الاحتياطي الفيدرالي الروسي | شركة Sibirskaia Neftianaia | النفط والغاز        | الاحتياطي الفيدرالي الروسي | 13615.23                  |
| 09/28/2005   | غازبروم                 | النفط والغاز            | الاحتياطي الفيدرالي الروسي | سبنفت                      | النفط والغاز        | الاحتياطي الفيدرالي الروسي | 13101.08                  |
| 04/13/2005   | المساهمين               | المالية الأخرى          | الاحتياطي الفيدرالي الروسي | بوليوس                     | المعادن والتعدين    | الاحتياطي الفيدرالي الروسي | 12867.39                  |
| 12/16/2010   | MMC Norilsk Nickel PJSC | المعادن والتعدين        | الاحتياطي الفيدرالي الروسي | MMC Norilsk Nickel PJSC    | المعادن والتعدين    | الاحتياطي الفيدرالي الروسي | 12800                     |
| 07/27/2007   | المساهمين               | المالية الأخرى          | الاحتياطي الفيدرالي الروسي | HydroOGK                   | قوة                 | الاحتياطي الفيدرالي الروسي | 12381.83                  |
| 12/10/2016   | QHG Shares Pte Ltd      | المالية الأخرى          | سنغافورة                   | شركة روسنفت للزيوت         | النفط والغاز        | الاحتياطي الفيدرالي الروسي |                           |
| 06/30/2010   | Kazazegold Group Ltd    | المعادن والتعدين        | كازاخستان                  | بوليوس زولوتو              | المعادن والتعدين    | الاحتياطي الفيدرالي الروسي | 10261.33                  |
| 08/05/2008   | فلاديمير بوتانين        | المالية الأخرى          | الاحتياطي الفيدرالي الروسي | MMC Norilsk Nickel PJSC    | المعادن والتعدين    | الاحتياطي الفيدرالي الروسي | 10021.11                  |

تقع غالبية أكبر 10 صفقات ضمن قطاع النفط والغاز الروسي ، تليها المعادن والتعدين.

## معرض صور

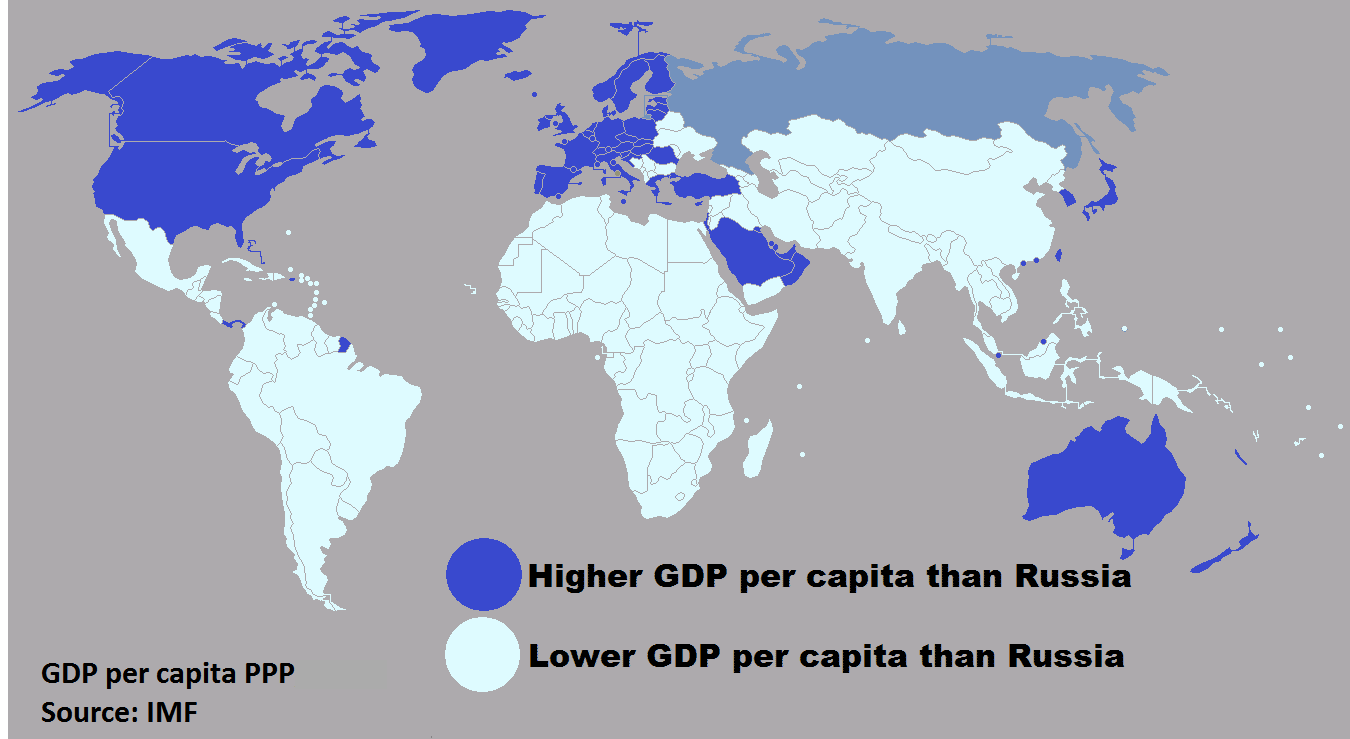
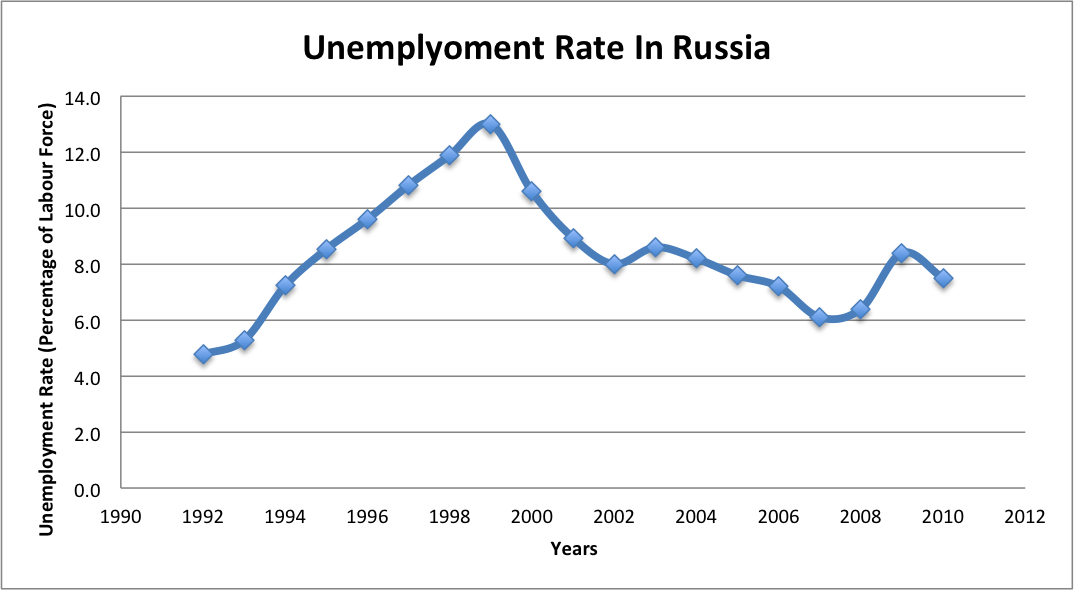

## وصلات خارجية
- Russia Economy Data at Quandl
- IT & Telecoms Market in Russia
- Construction Sector in Russia
- Retail & FMCG Sector in Russia
- Inflation in Russia – history, tables, charts, calculators
- World Bank Trade Summary Statistics Russia 2012
- Comprehensive current and historical economic data
- Tariffs applied by Russia as provided by ITC's Market Access Map [وصلة مكسورة], an online database of customs tariffs and market requirements.
- Russia’s Foreign Trade
- The Russian Economy: The end of the line, The Economist, 20 November 2014.